# زواج المثليين في المكسيك
في المكسيك، يتم الاعتراف بالزواج المدني فقط بموجب القانون، وجميع إجراءاته تخضع لتشريعات الولاية. يتم عقد زواج المثليين دون أي قيود في مدينة مكسيكو وولايات كينتانا رو، كواويلا، تشيواوا، ناياريت، خاليسكو، كامبيتشي، كوليما، ميتشواكان، موريلوس، تشياباس، بويبلا، باخا كاليفورنيا، نويفو ليون، وأواسكالينتس وكذلك في بعض البلديات في غيريرو، واهاكا، كيريتارو وزاكاتيكاس. يتم الاعتراف بجميع حالات زواج المثليين على الصعيد الوطني. يُقترح حالياً تشريع لتغيير القوانين التي تغطي زواج المثليين في جميع الولايات الأخرى تقريبًا. بالإضافة إلى ذلك، يتعين على المحاكم في جميع الولايات الموافقة على تراخيص الزواج للأزواج المثليين عند تقديم التماس للقيام بذلك؛ حدثت حالات الزواج الفردية من نفس الجنس في كل ولاية.
يتم عقد الاتحادات المدنية (بالإسبانية: sociedad de convivencia)‏  يتم إجراء قانونيا في مدينة مكسيكو وولايات كواهويلا، وكامبيتشي، وميشواكان، وتلاكسكالا. من عام 2013 إلى عام 2016، تم تقنينها أيضًا في ولاية كوليما، ولكن تم استبدالها بتشريع زواج المثليين. تم إجراؤها أيضًا في خاليسكو ابتداءً من عام 2014، ولكن تم إلغاء القانون لأسباب إجرائية في عام 2018.
منذ أغسطس 2010، يتم الاعتراف بزواج المثليين في المكسيك من قبل 31 ولاية دون استثناء، كما تنطبق حقوق الزوجية الأساسية (مثل مدفوعات النفقة، وحقوق الميراث، وتغطية الأزواج من قبل نظام الضمان الاجتماعي الفيدرالي) على الأزواج المثليين في جميع أنحاء البلاد.
في يونيو 2015، قضت المحكمة العليا المكسيكية بأن حظر زواج المثليين غير دستوري. يُعتبر حكم المحكمة «أطروحة قانونية» ولم يُبطل أي قوانين للولاية، ولكنه وحد الإجراءات الخاصة بالقضاة والمحاكم في جميع أنحاء المكسيك للموافقة على جميع طلبات زواج المثليين.

## تاريخ

الدول التي تسمح بالتبني من قبل الأزواج من نفس الجنس..
الاعتماد القانوني المشترك
يُسمح بزواج المثليين ، لكن التبني من نفس الجنس غير مسموح به

في 9 نوفمبر 2006، بعد عدة سنوات من الدراسة، وافقت الجمعية التشريعية للمقاطعة الفيدرالية على قانون اتحاد مدني يسمى «قانون مجتمعات التعايش» (بالإسبانية: Ley de Sociedades de Convivencia)‏. كان هذا أول قانون في المكسيك، وسرعان ما تبعته ولاية كواويلا في يناير 2007.
في أواخر نوفمبر 2009، أعلن الحزب الرئيسي في الجمعية التشريعية للمقاطعة الفيدرالية، حزب الثورة الديمقراطية، أنه قد أدخل تعديلاً على القانون المدني لتشريع زواج المثليين في مدينة مكسيكو، وهو مشروع أقره رئيس البلدية، مارسيلو إبرارد، لكن عارضه بقوة ثاني أكبر قوة سياسية في البلاد، حزب العمل الوطني اليميني والكنيسة الكاثوليكية الرومانية. حصل مشروع القانون على دعم من أكثر من 600 منظمة غير حكومية، بما في ذلك تم تأييد مشروع القانون من قبل لجنة حقوق الإنسان في مدينة مكسيكو وأكثر من 600 منظمة غير حكومية، بما في ذلك المؤسسة الدولية للمثليين والمثليات ومزدوجي التوجه الجنسي والمتحولين جنسيا وثنائيي الجنس، منظمة العفو الدولية، ومؤسسة الرعاية الصحية لمرض الإيدز. في 21 كانون الأول/ديسمبر 2009، أصبحت مدينة مكسيكو أول ولاية قضائية في أمريكا اللاتينية تقنن زواج المثليين. دخل القانون حيز التنفيذ في 4 مارس 2010.
في 5 أغسطس 2010، صوتت المحكمة العليا 8-2 لدعم دستورية قانون زواج المثليين في مدينة مكسيكو. حكمت المحكمة لاحقًا في 10 أغسطس 2010، بأن زواج مدينة مكسيكو صالح في جميع أنحاء البلاد.
في 28 نوفمبر 2011، وقعت أول حالتي زواج المثليين في كينتانا رو بعد اكتشاف أن القانون المدني في كينتانا رو لم يحظر صراحة زواج المثليين، ولكن تم إلغاء هذه حالات الزواج هذه في وقت لاحق من قبل حاكم كينتانا رو في أبريل 2012. في مايو 2012، نقض وزير الداخلية في كينتانا رو الإلغاء وسمح بزواج المثليين في المستقبل في الولاية.
كانت قضية من ولاية واهاكا لعام 2012 محورية في فتح الباب أمام زواج المثليين القانوني في كل ولاية في المكسيك، من خلال عملية الأمر القضائي. باستخدام القرارات الدولية التي تخدم كسابقة قانونية في المحاكم المكسيكية، مثل الحمايات في قضية أتالا ريفو والبنات ضد تشيلي التي تشمل الاتفاقية الأمريكية لحقوق الإنسان، قضايا الولايات المتحدة لافينغ ضد فرجينيا وبراون ضد مجلس التعليم ومراسيم المكسيك المناهضة للتمييز، قضت محكمة العدل العليا في الأمة في 5 كانون الأول/ديسمبر 2012 بما يلي: 1) القوانين التي تحد الزواج بين رجل واحد وامرأة واحدة، أو لأغراض إدامة النوع، تنتهك القانون الاتحادي الذي يشترط «مطابقتها لجميع الأشخاص دون أي تمييز» و 2) أن هذه القوانين كانت غير دستورية على أساس التمييز بسبب التوجه الجنسي وافتكاك الحق، ليس فقط للفرد ولكن أيضًا لحق الزوجين في تكوين أسرة. لم يسقط الحكم مباشرة القوانين المطعون فيها، لكنه أثبت أن حالات الزواج التي تم الحصول عليها عن طريق أمر قضائي يمكن تنفيذها في أي ولاية، بغض النظر عما إذا كان قد تم تغيير القانون المدني للولاية أم لا.
كان قرار تاريخي، صدر في 29 يناير 2014، أول أمر قضائي للاعتراف بالزواج في ولاية بويبلا. تضمنت القضية زوجين مثليين تزوجا قانونيا في مدينة مكسيكو في عام 2012 وتقدما بطلب للحصول على إعانات الزوجية من المعهد المكسيكي للضمان الاجتماعي في ولاية بويبلا، لكن تم رفضهما. نظرًا لأن صاحب القضية توفي أثناء عملية الأمر القضائي، فقد رفضت المحكمة الابتدائية القضية، لكن المحكمة العليا منحت الأمر القضائي وأمرت بالاعتراف بالزواج من جانب كل من ولاية بويبلا والمعهد المكسيكي للضمان الاجتماعي. يتطلب الأمر القضائي من المعهد المكسيكي للضمان الاجتماعي تقديم فوائد مساوية لمزايا الأزواج المغايرين للأزواج المثليين والمثليات المتزوجين أو الذين دخلوا في اتحادات مدنية في جميع أنحاء المكسيك.
أسفر قرار أصدرته المحكمة العليا بالمكسيك في 12 يونيو 2015 عن حكم خلص إلى أن حظر بعض الولايات المكسيكية على زواج المثليين غير دستوري. ويعتبر حكم المحكمة «أطروحة قانونية» ولا يبطل أي قانون من قوانين الولايات، مما يعني أن الشركاء المثليين الذين حرموا من حق الزواج لا يزال عليهم التماس أمر قضائي (بالإسبانية: amparo). وحدد الحكم إجراءات القضاة والمحاكم في جميع أنحاء المكسيك، للموافقة على جميع طلبات زواج المثليين، وجعل الموافقة عليها إلزامية. صدر الحكم في الجريدة القضائية في البلاد في 19 يونيو 2015 وأصبح ملزماً في 22 يونيو 2015. اقترح البعض أن الحكم «يشرع فعليًا» زواج المثليين في المكسيك. لكن دون وجود تغيير تشريعي، ما زال على السجلات المدنية اتباع قوانين الولايات. تتمتع المحكمة العليا المكسيكية بسلطة قانونية محدودة. إذ لا يمكنها تقنين زواج المثليين في كامل البلاد بأكملها دفعة واحدة. ومع ذلك، يمكنها تقنينه في ولاية واحدة في وقت واحد وتحت ظروف محددة.
ينص الحكم:
في 20 كانون الأول/ديسمبر 2015، قدمت اللجنة الوطنية لحقوق الإنسان توصية عامة إلى جميع الهيئات التنفيذية والتشريعية بالولايات، تطلب فيها السماح بوواج المثليين في ولاياتها القضائية. كما ذكرت أن اللجنة الوطنية لحقوق الإنسان تعتبر إنشاءات مشابهة للزواج موجهة للأزواج المثليين (مثل الاتحادات المدنية) تمييزية.
في 17 مايو 2016، أعلن رئيس المكسيك إنريكه بينيا نييتو أنه قد وقع مبادرة لتعديل المادة 4 من الدستور المكسيكي، والتي من شأنها تقنين زواج المثليين في جميع أنحاء البلاد. يتطلب أي تعديل للدستور تأييد أغلبية الثلثين على الأقل في الكونغرس والتصديق من أغلبية بسيطة من الولايات البالغ عددها 31 ولاية. كما قدم مشروع قانون لإجراء التغييرات المناسبة في القانون المدني. أعلن رئيس لجنة القضايا الدستورية لمجلس النواب، دانييل أوردونيز، في يونيو 2016 أن مبادرة الرئيس ستتم مناقشتها داخل اللجنة في وقت لاحق من العام. قال أوردونيز أيضًا أنه تم استلام 47,000 رسالة تعبر عن معارضة المبادرة رغم عدم توقيع أي منها. في 9 نوفمبر 2016، رفضت اللجنة المبادرة في تصويت 8 أصوات لصالحها ضد 19 صوتًا ضدها (8-19).
في 30 نوفمبر 2016، أعلنت المحكمة العليا للعدل في الأمة بالإجماع أن ست مواد من «قانون معهد الضمان الاجتماعي والخدمات الاجتماعية للعاملين في الدولة» (بالإسبانية:  Ley del Instituto de Seguridad y Servicios Sociales de los Trabajadores del Estado ، ISSSTE)‏ غير دستورية لأنهم يميزون ضد الأزواج المثليين. خلصت المحكمة إلى أن صياغة المواد 6 و 39 و 40 و 131 و 135، والقسم الأول والثاني من القانون ينتهكان حقوق الأزواج المثليين في الانتساب كمستفيدين من المعهد، وبالتالي فإن تلك المواد تنتهك مبدأ المساواة وعدم التمييز المنصوص عليه في المادتين 1 و 123 من الدستور الفيدرالي.
في 30 كانون الثاني/يناير 2017، دخل قرار صادر عن الغرفة الأولى للمحكمة العليا في المكسيك حيز التنفيذ. ينص الحكم على أن جميع الأزواج المثليين في المكسيك لهم الحق على الصعيد الوطني في إنشاء والحفاظ على الحياة الأسرية، سواء من خلال الخلق أو التبني أو غيرها من الوسائل المستمدة من التقدم العلمي.
أسفرت الانتخابات العامة لعام 2018 عن فوز حركة التجديد الوطني (MORENA)، وهي حزب يساري مؤيد لزواج المثليين، بأغلبية أو تعددية المقاعد التشريعية في 13 ولاية حيث لم يتم فيها تقنين زواج المثليين بعد. بالإضافة إلى الغالبية العظمى مع حزب العمال المكسيكي المؤيد لزواج المثليين في مجلس النواب المكسيكي ومجلس الشيوخ المكسيكي. في سبتمبر 2018، بعد وقت قصير من بداية الفصل التشريعي الجديد، قدم السناتور عن حركة التجديد الوطني جيرمان مارتينيز مشروع اقتراح لتشريع زواج المثليين على الصعيد الوطني في المكسيك. اقتراح تم التصويت عليه لاحقا.
في 19 أكتوبر 2018، قضت محكمة اتحادية مكسيكية بأن المكسيك يجب أن تعترف بحالات زواج المثليين التي تتم في القنصليات والسفارات المكسيكية بالخارج ما دام أحد الزوجين مواطنا مكسيكيا. تزوج المدعان في القضية في القنصلية المكسيكية في مدينة نيويورك في 26 نوفمبر. بما أن هذا الزواج قد تن عبر أمر قضائي، لا يُسمح للأزواج المثليين الآخرين الذين يرغبون في الزواج بالقيام بذلك تلقائيًا؛ يجب عليهم كل حالة ززاج أن تطلب أمرا قضائيا في المحكمة. في أواخر نوفمبر، قدم السناتور ريكاردو مونريال مشروع قانون للكونغرس للسماح بزواج المثليين في القنصليات المكسيكية دون الحاجة إلى أمر قضائي. لا زال مشروع القانون في انتظار التصويت عليه بعد.
في 6 نوفمبر 2018، أقر مجلس الشيوخ المكسيكي بالإجماع في تصويت 110 صوتا لصالح مقابل عدم تصويت أي أحد ضد (110-0) مشروع القانون الذي قدمه السناتور عن حركة التجديد الوطني جيرمان مارتينيز والذي يقضي بتدوين بعض أحكام المحكمة المتعلقة بالحقوق القانونية للأزواج المثليين ليصبح قانونًا، أي استحقاقات الضمان الاجتماعي والحق في معاش الأرامل أو الأرملات. أقر مجلس النواب المكسيكي مشروع القانون بالإجماع في تصويت 415 صوتا لصالحه مقابل عدم تصويت أي أحد ضده (415-0) في وقت لاحق من ذلك الشهر. يجب أن يعود الآن إلى مجلس الشيوخ بسبب بعض التعديلات التي أقرها مجلس النواب.

### مشروع مساواة المكسيك
وتتبع منظمات الظفاع عن حقوق المثليين «مساواة المكسيك» إستراتيجية قانونية للفوز بزواج المثليين ولاية عبر زلاية من خلال الأحكام القضائية. عندما تقرر محكمة في المكسيك أن القانون الحالي غير دستوري في خمسة أوامر قضائية منفصلة ومتتالية، باستخدام لغة متطابقة في كل حكم، فإن هذا يخلق فقهًا ضد هذا القانون ويأمر المجالس التشريعية للولاية لتغيير القانون. هذه العملية تسمى الأوامر القضائية (بالإسبانية: recurso de amparo)‏. عندما يُحرم الزوجان المثليين من حق الزواج، يمكنهما تقديم أمر قضائي إلى المحكمة لطلب السماح لهما بالزواج من الناحية القانونية. منذ عام 2015، أصبحت المحاكم ملزمة بالحكم لصالح الأزواج المثليين الذين يسعون للحصول على شهادات زواج. يمكن الاحتجاج بأمر قضائي عندما يشعر الشخص بانتهاك حقوقه. العملية ليست باهظة الثمن، ولكنها «تستغرق وقتًا طويلاً». على الرغم من المتطلبات القانونية للولايات لتشريع زواج المثليين بعد 5 أحكام أوامر قضائية، لم يتم اتباع ذلك في كثير من الأحيان. في تشيواوا، قبل تشريع زواج المثليين هناك في عام 2015، تم تنفيذ حوالي 20 أمرًا قضائيا. اختارت عدة ولايات ببساطة تجاهل أو تأخير تنفيذ زواج المثليين.
إذا قام المسؤولون في إحدى الولايات باستئناف قضايا الأوامر القضائية (بالإسبانية: amparo)‏ مرارًا وتكرارًا أمام محكمة استئناف فيدرالية وخسروا خمس مرات على التوالي (لاحظ أنه منذ عام 2015 لا يُسمح لأي محكمة في المكسيك بالحكم ضد زواج المثليين)، وإذا كانت محكمة الاستئناف قد قررت توجيه النتائج إلى المحكمة العليا للعدل في الأمة، يمكن لـلمحكمة العليا إجبار الهيئة التشريعية على إلغاء الحظر. وهذا يمنح الولاية موعدًا نهائيًا لتعديل قوانينها، عادةً 90 أو 180 يوم عمل. إذا فشلت الولاية في تغيير قوانينها للسماح بزواج المثليين بحلول ذلك التاريخ، فستصدر المحكمة «إعلانًا عامًا بعدم الدستورية» (بالإسبانية: Declaratoria General de Inconstitucionalidad)‏ وتسقط الحظر. في هذه الحالات، يُطلق على الأوامر القضائية "amparo" أيضًا «الحل». في نوفمبر 2016، أصبحت سينالوا أول ولاية تتوصل إلى خمسة قرارات متطابقة على التوالي، تليها تشيواوا في فبراير 2017، ونويفو ليون في أكتوبر 2018، وتاماوليباس في نوفمبر 2018. لكن سلطات الولاية في العديد من هذه الولايات قد تأخرت عن قصد ووقفت ضد محاولات تشريع زواج المثليين في قوانينهم المدنية، مشيرة إلى أمور أخرى أنهم لم يتلقوا بعد «الإعلان العام بعدم الدستورية». الولايات الأخرى التي تقترب من التوصل إلى خمسة قرارات تشمل أغواسكالينتس وسونورا.

### الإجراء غير الدستوري

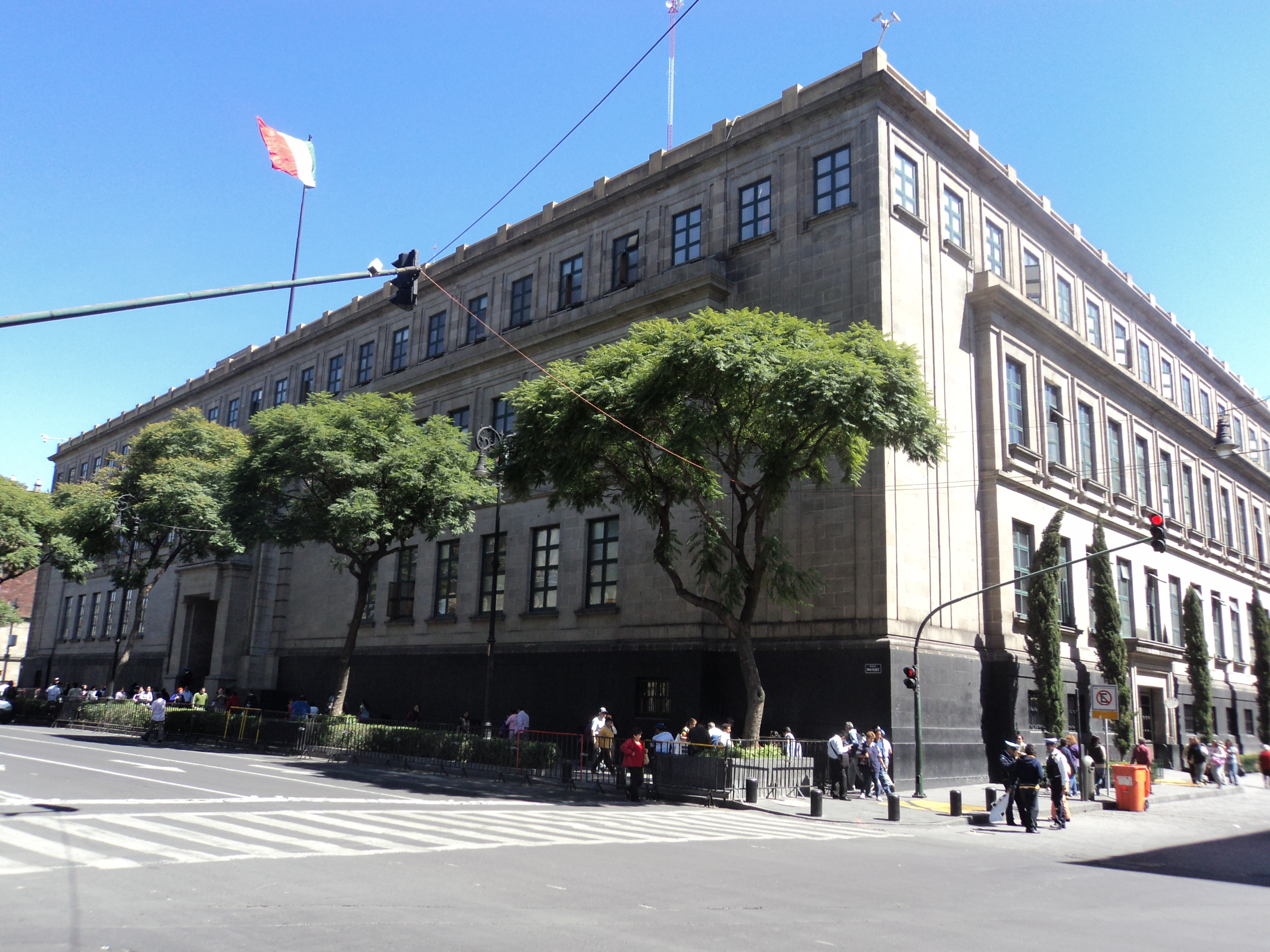
المحكمة العليا للعدل في الأمة تستعرض مباشرة أعمال عدم الدستورية.

«الإجراء غير الدستوري» (بالإسبانية: acción de inconstitucionalidad)‏ هي دعوى تسعى لتحديد ما إذا كان قانون معين غير دستوري. في المكسيك، لا يمكن تقديمها إلا في غضون 30 يومًا من دخول القانون حيز التنفيذ. نظرًا لأن العديد من قوانين الزواج الحكومية في المكسيك عمرها عقود، لا يمكن لمجموعات المثليين رفع دعوى عدم دستورية ضد هذه القوانين. ومع ذلك، إذا تم تعديل هذه القوانين من قبل المجالس التشريعية للولاية، فإن هذا مؤهل لاتخاذ إجراء بعدم دستوريته. على سبيل المثال، في عام 2016، عدل كونغرس بويبلا قوانين الزواج فيها، لكنه ترك أحكامًا تحظر زواج المثليين. رفعت منظمات المثليين بسرعة دعاوى أمام المحكمة العليا. تتم مراجعة إجراءات عدم الدستورية من قبل هيئة المحكمة العليا للعدل في الأمة بالكامل. تقرر المحكمة ما إذا كانت هذه القوانين دستورية، وإذا لم تكن كذلك، فإنها تُسقطها. على عكس الأوامر القضائية وعمليات القرار الموصوفة أعلاه، عمل عملية عدم دستورية مطلقة. لا يمكن للولايات تجاهلها.
اعتبارًا من أبريل 2019، أسقطت المحكمة العليا حظرا على زواج المثليين في 5 ولايات (أغواسكالينتيس، تشياباس، خاليسكو، نويفو ليون، وبويبلا).

### حكم محكمة الدول الأمريكية لحقوق الإنسان 2018
في 8 كانون الثاني/يناير) 2018، قضت محكمة الدول الأمريكية لحقوق الإنسان بأن الاتفاقية الأمريكية لحقوق الإنسان تقضي وتقتضي الاعتراف بزواج المثليين. كان الحكم ملزماً بالكامل لكوستاريكا ويضع سابقة ملزمة في بلدان أمريكا اللاتينية ومنطقة البحر الكاريبي الأخرى بما في ذلك المكسيك.
في أعقاب هذا القرار، حثت جماعات الدفاع عن حقوق المثليين في المكسيك الحكومة على الالتزام بهذا الحكم، والتشريع الكامل لزواج المثليين.

## حسب الولاية

### الولايات والأقاليم التي ترخص وتعترف بالكامل بزواج المثليين
ملاحظة: يوضح هذا الجدول فقط حالات ترخيص زواج المثليين بانتظام أو تقنينها. لا يشمل الحالات التي يكون فيها الأزواج المثليون قادرين على الزواج في الحالات الفردية.
| الكيان الفيدرااي | تعداد السكان                                         | تاريخ التشريع/الحكم                                  | تاريخ دخوله حيز التنفيذ                              | طريقة التقنين                                        | تفاصيل                                                |  |
| ---------------- | ---------------------------------------------------- | ---------------------------------------------------- | ---------------------------------------------------- | ---------------------------------------------------- | ----------------------------------------------------- |  |
| مدينة مكسيكو     | 8,918,653                                            | 29 ديسمبر 2009                                       | 4 مارس 2010                                          | قانون تشريعي وتعديل دستوري                           | مرره اللجنة التشريعية للمنطقة الفيدرالية              |  |
| كينتانا رو       | 1,501,562                                            | 3 مايو 2012                                          | 3 مايو 2012                                          | قرار وزير الداخلية بالولاية                          |                                                       |  |
| كواويلا          | 2,954,915                                            | 1 سبتمبر 2014                                        | 17 سبتمبر 2014                                       | قانون تشريعي                                         | مرره كونغرس كواويلا                                   |  |
| تشيواوا          | 3,556,574                                            | 11 يونيو 2015                                        | 12 يونيو 2015                                        | مرسوم حكومي                                          | مرره كونغرس تشيواوا                                   |  |
| ناياريت          | 1,181,050                                            | 17 ديسمبر 2015                                       | 23 ديسمبر 2015                                       | قانون تشريعي                                         | مرره كونغرس ناياريت                                   |  |
| خاليسكو          | 7,844,830                                            | 26 يناير 2016                                        | 26 يناير 2016                                        | مرسوم قضائي                                          | حكم المحكمة العليا للعدل في الأمة                     |  |
| كامبيتشي         | 899,931                                              | 10 مايو 2016                                         | 20 مايو 2016                                         | قانون تشريعي                                         | مرره كونغرس كامبيتشي                                  |  |
| كوليما           | 711,235                                              | 25 مايو 2016                                         | 12 يونيو 2016                                        | قانون تشريعي                                         | مرره كونغرس كوليما                                    |  |
| ميتشواكان        | 4,584,471                                            | 18 مايو 2016                                         | 23 يونيو 2016                                        | قانون تشريعي                                         | مرره كونغرس ميتشواكان                                 |  |
| موريلوس          | 1,903,811                                            | 18 مايو 2016                                         | 5 يوليو 2016                                         | قانون تشريعي وتعديل دستوري                           | مرره كونغرس موريلوس وصادقت عليه غالبية بلديات الولاية |  |
| تشياباس          | 5,217,908                                            | 11 يوليو 2017                                        | 11 يوليو 2017                                        | مرسوم قضائي                                          | حكم المحكمة العليا للعدل في الأمة                     |  |
| بويبلا           | 6,168,883                                            | 1 أغسطس 2017                                         | 1 أغسطس 2017                                         | مرسوم قضائي                                          | حكم المحكمة العليا للعدل في الأمة                     |  |
| باخا كاليفورنيا  | 3,315,766                                            | 3 نوفمبر 2017                                        | 3 نوفمبر 2017                                        | مرسوم حكومي                                          |                                                       |  |
| نويفو ليون       | 5,119,504                                            | 19 فبراير 2019                                       | 19 فبراير 2019                                       | مرسوم قضائي                                          | حكم المحكمة العليا للعدل في الأمة                     |  |
| أواسكياليينتس    | 1,312,544                                            | 2 أبريل 2019                                         | 2 أبريل 2019                                         | مرسوم قضائي                                          | حكم المحكمة العليا للعدل في الأمة                     |  |
| العدد الإجمالي   | 55,181,637 (46.17% من عدد سكان المكسيك, 119,530,753) | 55,181,637 (46.17% من عدد سكان المكسيك, 119,530,753) | 55,181,637 (46.17% من عدد سكان المكسيك, 119,530,753) | 55,181,637 (46.17% من عدد سكان المكسيك, 119,530,753) | 55,181,637 (46.17% من عدد سكان المكسيك, 119,530,753)  |  |

### مدينة مكسيكو (المقاطعة الفيدرالية)

#### الاتحاد المدني
كونها مقرًا لصلاحيات الاتحاد، لم تكن مدينة مكسيكو تنتمي إلى أي ولاية بعينها بل للجميع. بعد سنوات من المطالبة بمزيد من الاستقلال السياسي، مُنح السكان الحق في انتخاب رئيس حكومة المقاطعة الاتحادية وممثلي الجمعية التشريعية أحادية المجلس مباشرة عن طريق التصويت الشعبي في عام 1997. ومنذ ذلك الحين، سيطر حزب يسار الوسط حزب الثورة الديمقراطية على كلتا القوتين السياسيتين.
في أوائل العقد الأول من القرن العشرين، دفعت إينوي أورانغا، وهي سياسية وناشطة مثلية الجنس علناً، مشروع قانون كان من شأنه تشريع الاتحادات المدنية المثلية في مدينة مكسيكو تحت اسم «قانون مجتمعات التعايش» (بالإسبانية: Ley de Sociedades de Convivencia)‏. على الرغم من إقراره 4 مرات من قبل اللجان التشريعية، تعطل مشروع القانون مرارًا وتكرارًا في التصويت العام بسبب طبيعته الحساسة، والذي يمكن أن يعزى إلى المعارضة الواسعة النطاق من الجماعات اليمينية ومن غموض رئيس البلدية أندريس مانويل لوبيز أوبرادور. بخصوص مشروع القانون. ومع ذلك، مع توقع تولي اليساري الجديد مارسيلو إبرارد السلطة في ديسمبر 2006، قررت الهيئة التشريعية للمقاطعة الفيدرالية التصويت على مشروع القانون ووافقت عليه في تصويت 43 صوتا لصالح مقابل 17 صوتا ضد (43-17) في 9 نوفمبر.
كان مشروع القانون سيعترف بحقوق الميراث والمعاشات لشخصين بالغين، بغض النظر عن التوجه الجنسي. قوبل القانون باستحسان من قبل المجموعات النسوية والمنظمات المثلية، بما في ذلك إميليو ألفاريز إيكازا، رئيس لجنة حقوق الإنسان في المنطقة الفيدرالية آنذاك، الذي أعلن أن «القانون لم يكن تهديدًا لأي شخص على وجه الخصوص وأنه سيكون مسألة وقت قبل أن تظهر عواقب إيجابية لمختلف الفئات الاجتماعية». وقد عارضتها بشدة الجماعات المحافظة مثل اتحاد الآباء الوطنيين والكنيسة الكاثوليكية الرومانية، والتي وصفت أعضاء الجمعية الذين صوتوا لصالح القانون بأنهم «مخطؤون» وشكا من أنه «انتقام من الكنيسة الكاثوليكية من الجماعات الأكثر تطرفًا من اليسار، الذي شعر أنه كان مطلب العدالة». دخل القانون حيز التنفيذ رسميًا في 16 مارس 2007. كان أول اتحاد مدني مثلي في مدينة مكسيكو بين خورخي سيربا، الاقتصادي البالغ من العمر 31 عامًا، وأنطونيو مدينا، الصحفي البالغ من العمر 38 عامًا. وبحلول ديسمبر 2009، عقدت 736 من الاتحادات المدنية المثلية في المدينة، منها 24 قد ألغت (3%).
في أوائل سبتمبر 2014، تمت صياغة تعديلات على اتفاقية الاتحاد المدني للقضاء على التمييز على أساس التوجه الجنسي ودعم إلغاءها. في جوهره، كان القانون ينص على أنه عند إلغا،ها، لا يُسمح للشركاء المتساكنين إلا بدعم لمدة تساوي نصف طول الشراكة. قضت المحكمة العليا بأن هذا الحكم تمييزي لأنه يعامل معاملة تفضيلية في حالات الشراكة من أجل التعايش أو الزواج أو المساكنة دون زواج.
| العام          | عدد الاتحادات المدنية | عدد الملغاة منها |
| -------------- | --------------------- | ---------------- |
| 2007           | 257                   | 10               |
| 2008           | 268                   | 14               |
| 2009           | 211                   | 14               |
| العدد الإجمالي | 736                   | 24               |

#### الزواج
في 24 نوفمبر 2009، اقترح عضو البرلمان عن حزب التجمع من أجل الديمقراطية ديفيد رازو مشروع قانون من شأنه تقنين زواج المثليين في مدينة مكسيكو. أيد لويس غونزاليس بلاسنسيا، رئيس لجنة حقوق الإنسان في مدينة مكسيكو، مشروع القانون وقال إن الأمر متروك للجمعية التشريعية للنظر في تبني المثليين للأطفال. تم تأييد مشروع القانون من قبل لجنة حقوق الإنسان في مدينة مكسيكو وأكثر من 600 منظمة غير حكومية، بما في ذلك المؤسسة الدولية للمثليين والمثليات ومزدوجي التوجه الجنسي والمتحولين جنسيا وثنائيي الجنس، منظمة العفو الدولية، و مؤسسة الرعاية الصحية لمرض الإيدز. أعلن حزب العمل الوطني أنه إما سيستأنف القانون في المحكمة أو يطالب بإجراء استفتاء. رفضت الجمعية التشريعية اقتراح الاستفتاء في 18 ديسمبر 2009 بأغلبية 36 صوتا لصالح مقابل 22 صوتا ضده (36-22) صوتًا. في 21 ديسمبر 2009، أقرت الجمعية التشريعية مشروع القانون بتصويت 39 صوتًا مقابل 20 صوتًا وامتناع 5 أعضاء عن التصويت (39-20-5). وبعد ثمانية أيام، وقع العمدة مارسيلو إبرارد مشروع القانون، ودخل حيز التنفيذ في 4 مارس 2010. غير القانون تعريف الزواج في القانون المدني للمدينة إلى «اتحاد حر بين شخصين». كما منح الأزواج المثليين الحق في تبني الأطفال.
في فبراير 2010، رفضت المحكمة العليا الطعون الدستورية من قبل ست ولايات لقانون مكسيكو سيتي. تحدى النائب العام الاتحادي ومع ذلك القانون بشكل منفصل بأنه غير دستوري، نقلا عن فصل في دستور المكسيك يشير إلى «حماية الأسرة». بعد خمسة أشهر، قضت المحكمة العليا في حكم 9-2 بأن القانون لم ينتهك الدستور.
في أوائل كانون الثاني/ يناير 2017، صوتت الجمعية الدستورية لمدينة مكسيكو، في جلستها العامة، 68 صوتا لصالحه مقابل 11 صوتا ضده (68-11) لتكريس زواج المثليين بالكامل في أول دستور لمدينة مكسيكو.

### أواسكاليينتس
من عام 2014 فصاعدًا، تم تقديم العديد من مشاريع قوانين زواج المثليين، والمعاشرة دون زواط والاتحاد المدني إلى مجلس أواسكاليينتس، على الرغم من توقفها جميعًا بسبب تقاعس الحزب الحاكم حزب العمل الوطني.
تم رفع دعوى عدم دستورية في عام 2018 من قبل لجنة ولاية أواسكاليينتس لحقوق الإنسان (بالإسبانية: Comisión Estatal de Derechos Humanos de Aguascalientes)‏، متحدية المواد 143 و 144 و 113 مكررا من القانون المدني، التي حصرت الزواج إلى الأزواج المغايرين من أجل «إدامة النوع». في 2 أبريل 2019، أصدر المحكمة العليا للعدل في الأمة حكمها في القضية، الذي أبطل حظر زواج المثليين في الولاية ويجعل أغواسكاليينتس الولاية المكسيكية ال14 التي تقنن ذلك.

### باخا كاليفورنيا
في 23 أغسطس 2010، بعد فترة وجيزة من صدور حكم من المحكمة العليا المكسيكية التي تقضي بأن تعترف جميع الولايات بزواج المثليين بشكل صحيح في ولاية أخرى، أدخل المشرعون بالولايات تعديلاً على المادة 7 من دستور ولاية باخا كاليفورنيا، مضيفًا تعريف الزواج باعتباره اتحاد رجل وامرأة. في 29 سبتمبر 2010، صوت الكونغرس في باخا كاليفورنيا في تصويت 18 صوتا لضالحه مقابل صوتا واحد ضد (18-1) لصالح التعديل، وبعد موافقة البلديات، تم نشره في 27 مايو 2011. في 13 نوفمبر 2014 ، قضت المحكمة العليا في المكسيك بأن حظر باخا كاليفورنيا على زواج المثليين غير دستوري.
تم تقديم مشروع قانون إلى مؤتمر باخا كاليفورنيا في 12 فبراير 2015 لتشريع زواج المثليين في الولاية عن طريق تغيير المادة 7 من دستور الولاية. في مارس 2015، بدأ السياسيون في تيخوانا العمل على مبادرة لتشريع زواج المثليين في المدينة. في 22 فبراير 2017، أعلن رئيس وكالة التبني في باخا كاليفورنيا أن للأزواج المثليين الحق في التبني في الولاية؛ تمشيا مع السوابق القضائية التي وضعتها المحكمة العليا.
في 3 نوفمبر 2017، أعلنت حكومة الولاية أنها ستتوقف عن فرض حظر زواج المثليين، وأن السجل المدني سيبدأ في قبول طلبات الحصول على تراخيص الزواج من قبل الأزواج المثليين.

### باخا كاليفورنيا سور
في 9 أبريل 2010 ، اقترحت «منظمة التنوع الجنسي في كاليفورنيا الجنوبية» (بالإسبانية: La Comunidad Sudcaliforniana en Diversidad Sex)‏ إصلاحات في القانون المدني للسماح بزواج المثليين وتبني المثليين للأطفال. لم يتخذ المجلس التشريعي أي إجراء في عام 2014، حيث قام السياسيون المحليون بتجاهل القضية قائلين إنه يجب استشارة الجمهور. حتى بعد منح أمر قضائي جماعي، قال أعضاء في الكونغرس المحلي إن مسألة زواج المثليين لم تتم مناقشتها ولم تكن مدرجة في جدول الأعمال التشريعي. في 25 مارس 2015، سلم كبير قضاة محكمة باها كاليفورنيا سور العليا للكونجرس اقتراحًا لتشريع زواج المثليين. في 15 أبريل 2015، أخبر عضو في الكونغرس وسائل الإعلام أن تحليل المبادرة سيبدأ في مايو. في 17 مايو 2016، اليوم العالمي لمناهضة رهاب المثلية، رهاب ازدواجية التوجه الجنسي ورهاب التحول الجنسي، أعلنت عضوة في الكونغرس عن حزب العمل الوطني أنه سيتم التصويت على الاقتراح من قبل كونغرس الولاية قبل 30 يونيو. كما أشارت إلى أن حزب العمل الوطني يؤيد تعديل القانون المدني للسماح بتقنين زواج المثليين. لم يتم التصويت. أسفرت انتخابات يوليو 2018 عن فوز حركة التجديد الوطنية، وهو حزب يدعم زواج المثليين، بأغلبية المقاعد التشريعية في باخا كاليفورنيا سور. في سبتمبر 2018، وعد العديد من النواب بموافقة الكونغرس على مبادرة زواج المثليين.

#### الأوامر القضائية
- في أغسطس 2014، طلبت 14 امرأة و 4 رجال أمرًا قضائيا جماعيًا ضد المادتين 330 و 150 من القانون المدني في باخا كاليفورنيا سور، الذي يحظر زواج المثليين.[92] تم منح الأمر القضائي من قبل الدائرة الأولى للمحكمة العليا في 9 مارس 2016.[93]
- في 21 أكتوبر 2014، تم منح أول امر قضائي في باخا كاليفورنيا سور، حيث أعلنت أن المادتين 330 و 150 من القانون المدني غير دستوريتين.[94][95]
- في 27 نوفمبر 2014، قدمت مجموعة مؤلفة من 20 شخصًا أمرًا قضائيا بزواج المثليين في لاباز.[96]
- في 10 أبريل 2015، وافق قاضي المقاطعة الأولى على أمر قضائي يشمل 36 من الأزواج المثليين.[97]
- بحلول 20 أغسطس 2016، كان قد تم منح 180 شخص الحق في الزواج، العديد منهم عبر ما يسمى بالأمر القضائي الجماعي.[98]

### كامبيتشي
في أبريل 2016، قدم حاكم ولاية كامبيتشي، أليخاندرو مورينو كارديناس، مشروع قانون زواج المثليين إلى كونغرس كامبيتشي، والذي تمت الموافقة عليه في 10 مايو 2016. تم نشر القانون في الجريدة الرسمية للولاية في 16 مايو 2016 ودخل حيز التنفيذ في 20 مايو 2016. أصبحت كامبيتشي الولاية المكسيكية ال7 التي تسمح بزواج المثليين دون الحاجة إلى أمر من المحكمة.

### تشياباس
في 6 أبريل 2016، تم رفع دعوى عدم دستورية أمام المحكمة العليا المكسيكية. حكمت المحكمة العليا، في حكم 9 قضاة لصالح مقابل قاضيين ضد (9-2)، في 11 يوليو 2017، بأن تعريف الزواج بين الرجل والمرأة في القانون المدني في تشياباس كان غير دستوري، مما يشرع زواج المثليين في تشياباس ويقضي على الحاجة إلى أمر قضائي.

### تشيواوا
في 11 يونيو 2015، أعلن حاكم الولاية أن الولاية لن تمنع زواج المثليين، مما يجعل تشيواوا الولاية المكسيكية ال4 التي تشرع زواج المثليين. أعلن الحاكم سيزار دوارتي جاكيز أن التراخيص ستكون متاحة بحلول 12 يونيو 2015. في 16 يونيو 2015، أعلن رئيس كونغرس تشيواوا أن الولاية ستناقش التدوين القانوني للقرار التنفيذي. بالإضافة إلى ذلك، وفقًا للنظام الوطني لتنمية الأسرة المتكاملة، يُسمح للأزواج المثليين بالتبني بشكل مشترك في تشيواوا.
في فبراير 2017، أصدرت المحكمة العليا المكسيكية قرارها الخامس ضد تشيواوا، وحكمت على القانون المدني للولاية بأنه غير دستوري لأنه لم يتم تعديله بعد ليعكس تقنين زواج المثليين. أمرت المحكمة العليا كونغرس الولاية بتغيير قانونها المدني في غضون 90 يومًا. ومع ذلك، رفض الكونغرس القيام بذلك. في أكتوبر 2018، قضت المحكمة المحلية العاشرة بأنه في حالة فشل الهيئة التشريعية في تحديث قوانينها «قريبًا»، فإن المشرعين قد عصوا ولم يحترموا المحكمة وستأمر بطردهم من منصبهم.

### كواويلا
بدأت مناقشة تقنين الاتحادات المدنية المثلية في كواويلا في بداية نوفمبر 2006، بالتزامن مع النقاش الدائر في مدينة مكسيكو. وفي 11 يناير 2007، أجاز كونغرس كواويلا الاتحادات المدنية المثلية تحت اسم هذا ميثاق التضامن المدني (بالإسبانية: pacto civil de solidaridad)‏، الذي أعطى حقوق الملكية و الميراث للشركاء المثليين. بعد 20 يومًا من صدور القانون، تم عقد أول اتحاد مدني مثلي في سالتيلو. كان بين كارينا ألماغوير البالغة من العمر 29 عاما وكارلا لوبيز، وهما شريكتان مثليتان من ولاية تاماوليباس.
في 5 مارس 2013، قدم عضو الكونغرس صموئيل أسيفيدو فلوريس، عن الحزب الاجتماعي الديمقراطي المكسيكي، مشروع قانون إلى كونغرس كواويلا لتشريع زواج المثليين وتبني المثليين للأطفال. في 11 فبراير 2014، وافق الكونغرس على مشروع قانون التبني ومرر مشروع قانون زواج المثليين في 1 سبتمبر 2014. دخل القانون حيز التنفيذ في في 17 سبتمبر، وتزوج أول زوجين مثليين في 20 سبتمبر.

### كوليما
في يوليو 2009، قدم حزب الثورة الديمقراطي مبادرة رسمية لتشريع الاتحادات المدنية في ولاية كوليما. ومع ذلك، في الشهر التالي، قررت الهيئة التشريعية المحلية عدم اتخاذ المبادرة، في أعقاب معارضة واسعة من الجماعات اليمينية. في ديسمبر 2009، وافق الحاكم ماريو أنيانو مورينو على مناقشة تقنين الاتحادات المدنية وتبني المثليين للأطفال في الهيئة التشريعية الحالية.
في 4 يوليو 2013، وافق كونغرس الولاية على شكل جديد من أشكال الاتحاد، يسمى «الرابطة الزوجية» (بالإسبانية: enlace conyugal)‏ للشركاء المثليين، والذي يمنح وفقًا للنائب عن حزب الثورة الديمقراطية مارتن فلوريس كاستانييدا نفس الحقوق والواجبات التي يمنحها الزواج.
تمت الموافقة بالإجماع على مشروع قانون لتشريع زواج المثليين في الولاية من قبل كونغرس كوليما في 25 أيار 2016. تم تمرير مشروع القانون في تصويت 24 صوتا لصالح مقابل غدم تصويت أي أحد ضده (24-0). وتم إلغاء قانون الاتحاد المدني القائم في نفس الوقت. تم نشر قانون زواج المثليين في الجريدة الرسمية للولاية في 11 يونيو 2016 ودخل حيز التنفيذ في 12 يونيو 2016. ويسمح القانون الجديد للأزواج الذين تعاقدوا في السابق في الاتحادات المدنية قبل إلغاء التشريع بالاعتراف بها من قبل الولاية أو تحويلها إلى زواج. كما يسمح للأزواج المثليين بتبني الأطفال بشكل مشترك.

### دورانغو
في سبتمبر 2013، قدم النائب عن حزب الثورة الديمقراطي إسرائيل سوتو بينيا مشروع قانون لتشريع زواج المثليين في الولاية. في فبراير 2014، نظرًا لعدم اتخاذ أي إجراء بشأن مشروع القانون، طلب تعجيله. في 10 أبريل 2014، تم رفض مشروع القانون على أساس أنه لن يعالج بشكل كافٍ التغييرات القانونية اللازمة لتصحيح القانون المدني. في مايو، أعلن سوتو بينيا أنه سوف يجدد المبادرة ويعيد تقديمها، وهو ما فعله في 1 نوفمبر 2014.
في 10 فبراير 2016، وافقت لجنة العدل في الكونغرس في دورانغو على مشروع قانون لتشريع زواج المثليين في الولاية. ومع ذلك، تم تأجيل مناقشة الجلسة العامة لمشروع القانون لمدة 6 أشهر من أجل تنظيم مناقشات حول هذه المسألة وإبلاغ المشرعين حول الموضوع قبل التصويت. في 31 يناير 2017، رفض الكونغرس مشروع القانون، في تصويت 4 أصوات لصالحه مقابل 15 ضده مع امتناع 4 أعضاء عن التصويت (4-15-4). تم دعم مشروع القانون الذي اقترحه حزب العمل الوطني من قبل كل من حزب الثورة الديمقراطية و حزب العمل الوطني ، لكن تم رفضه من قبل الحزب الثوري المؤسساتي.
أسفرت انتخابات يوليو 2018 عن فوز حركة التجديد الوطني و حزب الثورة الديمقراطية وحزب العمل المكسيكي، وهي أحزاب تؤيد تشريع زواج المثليين، وفازت بأغلبية المقاعد التشريعية في كونغرس دورانغو.

#### الأوامر القضائية
- في ديسمبر 2013، تمكن أول زوجين مثليين من الزواج في دورانغو بعد الحصول على أمر قضائي. تم استئنافه، وقضت المحكمة العليا فيما بعد لصالح الزوجين.[138]
- في 13 نوفمبر 2014، تم الإعلان عن أن 18 شخصًا قد تقدموا بأمر قضائي في دورانغو ضد القانون المدني.[139] كان من المقرر عقد جلسة استماع أولية في 27 نوفمبر 2014.[140] اعترض كل من كونغرس الولاية والحكومة على الأمر القضائي، مشيرين إلى أنه يجب تقديم الطعون أمام القانون المدني في غضون 30 يومًا من تاريخ إصداره، وبالتالي كان المدعون 66 سنوات بعد فوات الأوان. ثم قام الناشطون بتصعيد طلب الأمر بالمحكمة العليا.[141][142]
- في 1 أبريل 2015 ، تم الإعلان عن انتكاسة أخرى للأزواج الـ18 عندما ادعت الولاية أنهم لا يستطيعون طلب أمر قضائي بسبب شكوك في إقامتهم. أكد الأزواج عزمهم رفع دعوى أمام المحكمة العليا المكسيكية.[143]

### غواناخواتو
استجابةً لموافقة أمر قضائي أول، في 21 فبراير 2014، قدم الحزب الثوري الديموقراطي مشروع قانون إلى كونغرس غواناخواتو لتعديل القانون المدني في غواناخواتو للسماح بزواج المثليين. أقر حزب الثورة الديمقراطية الخطة في 26 فبراير 2014. تم تقديم خطة مفصلة للمضي قدمًا بالمبادرات في 19 يناير 2015.
في 13 أبريل 2015، صوتت لجنة العدل، التي كان يحكمها حزب العمل الوطني الحاكم في الولاية، 3 أصوات لصالح مقابل صوتين ضد (3-2) لتأجيل كلا مشروعي القانون مستشهدين باعتراض حزب العمل الوطني على الاتحادات المثلية.
في 29 أبريل 2016، أصدر مجلس مدينة غواناخواتو بالإجماع قرارًا يسمح لزوجتين مثليتان بالزواج في البلدية. بالإضافة إلى ذلك، حثوا الحاكم ميغيل ماركيز ماركيز على تغيير القانون المدني للسماح بزواج المثليين. في أكتوبر 2018، قدم نائب الحزب الثورة الديمقراطي إيسيدورو بازالوا لوغو مشروع قانون زواج المثليين إلى الكونغرس.

#### الأوامر القضائية
في 2 أيلول/سبتمبر 2013 حرم السجل المدني زوجتين مثليتين من الزواج. واستأنف الزوجان القرار في محكمة اتحادية. جادل السجل المدني أن المادة 72 من قواعد السجل المدني تُعرّف الزواج على أنه اتحاد رجل وامرأة، في حين جادل محامو الزوجين بأن حظر زواج المثليين غير دستوري. في 18 سبتمبر 2013، وافق القاضي على منح امر قضائي للزوجتين. في 19 مارس 2014، أصبحت الزوجتان أول زوجين مثليين يتزوجان في الولاية.
- في 4 مارس 2014 ، وافق نائب رئيس الحزب الثوري المؤسساتي غيييرمو رومو مينديز على مساعدة مجموعة من 45 من الأزواج المثليبن في تقديم أوامر قضائية فردية لتسجيل حالات زواجهم في الولاية. جاء 33 من الأزواج من ليون، في حين جاء 12 المتبقية من سيلاو. 40 من الأزواج المثليين كانوا من الذكور و 5 منهم كن من الإناث.[153]
- في 19 مارس 2014، تم رفع دعوى جماعية لـ 30 من الأزواج المثليين في ليون.[154]
- في 3 تموز/يوليو 2014، حُرم زوجان مثليان من رخصة الزواج من السجل المدني في ليون وتم رفع دعوى قضائية.
- في 16 سبتمبر 2014، أعلنت «منظمة التنمية البشرية والجنسية في أي.سي.» (بالإسبانية: Humano y Sexualidad AC)‏ في إيرابواتو أنه سيتم تقديم أمر قضائي جماعي يضم 320 شخصًا.[155]
- في 25 نوفمبر 2014، حكم قاضي الدائرة الأولى لصالح أمر قضائي مقدم في 3 يوليو، ولم تقدم الدولة أي استئناف. تزوج الزوجان في يناير 2015.[156][157]
- في أبريل 2016، أعلن السجل المدني أنهم زوجوا بالفعل 9 من الأزواج المثليين في الولاية.[158]
- في 27 أيار/مايو 2016، منح قاض اتحادي أمرا قضائيا لزوجين مثليين، وقرر أنه من التمييز تقييد الزواج إلى الأزواج المغايرين.[159]
- تم منح أمر قضائي لزواج المثليين في غواناخواتو ل10 أزواج مثليين من سالامانكا في أغسطس 2016.[160]
- في نوفمبر 2016، تزوجت امرأتان منحتا أمرا قضائيا في الزواج في إيرابواتو. من أغسطس إلى نوفمبر 2016، تم إصدار 15 أمرًا قضائيا ضد حظر زواج المثليين في الولاية.[161]
- بحلول مايو 2018، تم منح 43 أمر قضائي في الولاية.[162]

### غيريرو
بعد دخول قرار محكمة العدل العليا في الأمة حيز التنفيذ في 22 يونيو 2015، بدأ المسؤولون في غيريرو الإعلان عن خطط حفل زفاف مثلي جماعي. قدم الحاكم روغيليو أورتيغا مشروع قانون زواج المثليين للكونغرس في 7 يوليو 2015. وأعرب المشرعون عن أسفهم لأنهم كانوا يفضلون إقرار مشروع القانون قبل الزواج، لكن بالنظر إلى المهلة الزمنية المقدمة، كان ذلك غير مرجح. في 10 يوليو 2015، تزوج 20 من الأزواج المثليين من قبل الحاكم روغيليو أورتيغا في أكابولكو. في 13 يناير 2016، ادعى رئيس السجل المدني في أكابولكو أن 20 حالة زواج المثليين التي وقعت في 10 يوليو 2015 في أكابولكو كانت باطلة، حيث لا يوجد قانون يسمح بزواج المثليين في الولاية. في 13 فبراير 2016، أي قبل يوم واحد من التخطيط لحفلات الزفاف في عيد الحب على مستوى الولاية، أعلن رئيس إدارة السجل المدني في ولاية غيريرو أن الأزواج المثليين يمكن أن يتزوجوا في أي من الولايات القضائية التي تريد تزويجهم وانتقد السجل المدني في أكابولكو والسجلات المدنية الأخرى في جميع أنحاء الولاية لعدم السماح بحفلات الزفاف المثلية. صرح رئيس القسم بأن زواج المثليين الذي يتم في غيريرو سيكون صحيحًا من الناحية القانونية. بعض بلديات غيريرو مثل «شيلباسينغو دي لوس برافو» و «زيهواتاتيو دي أزويتا» تسمح بزواج المثليين، بينما ترفض بلديات آخرى مثل أكابولكو القيام بذلك.
أسفرت انتخابات يوليو 2018 عن فوز حركة التجديد الوطني، وهو حزب مؤيد لزواج المثليين، بأغلبية المقاعد التشريعية في غيريرو.

### هيدالغو
بعد أن قننت كل من مدينة مكسيكو و كواويلا مؤخراً الاتحادات المدنية، تم تقديم «قانون مجتمعات التعايش» (بالإسبانية: Ley de Sociedades de Convivencia)‏ في هيدالغو في يوليو 2007. ومع ذلك، توقفت في المجلس التشريعي وكذلك في المجالس التشريعية المتعاقبة. في أكتوبر 2013، أشارت الهيئة التشريعية إلى عدم وجود «نضج» كافٍ في المجتمع لقبول زواج المثليين وأن الهيئة التشريعية ستنظر بدلاً من ذلك في مشروع قانون الشراكة الزوجية.
أسفرت انتخابات يوليو 2018 عن فوز حركة التجديد الوطني، وهو حزب مؤيد لزواج المثليين، بأغلبية المقاعد التشريعية في هيدالغو. في أكتوبر 2018، تم تقديم مشروع قانون زواج المثليين إلى الكونغرس من قبل نائب رئيس حزب الثورة الديمقراطي «أريلي روبي ميراندا أيالا».

#### أوامر قضائية
- بسبب عدم وجود إجراء تشريعي، في 8 أغسطس 2014، تم تقديم أمر قضائي جماعي لستة أزواج مثليين إلى الدائرة التاسعة والعشرين لمحكمة المقاطعة الثالثة لولاية هيدالغو للطعن في دستورية المواد 8 و 11 و 143 من قانون الأسرة وتأمين الحق في الزواج.[176]
- تمت الموافقة على الأمر القضائي الأول في يونيو 2016. واستأنفت الولاية القرار في وقت لاحق أمام المحكمة العليا. في سبتمبر/أيلول 2016، أعلنت الغرفة الأولى للمحكمة العليا أن مواد مختلفة في القانون المدني للولاية غير دستورية لأنها تحد الزواج إلى الأزواج المغايرين.[177] وقع أول حفل زواج المثليين في الولاية في 8 أكتوبر.[178]
- بحلول أغسطس 2017، تم منح 8 أوامر قضائية للأزواج المثليين في هيدالغو.[179]

### خاليسكو
في أبريل 2013، قدمت مجموعة من نواب عدة أحزاب «قانون التعايش الحر» (بالإسبانية: Ley de Libre Convivencia)‏ إلى كونغرس الولاية. أقر القانون أنه يمكن إجراء اتحادات مدنية مثلية في الولاية، طالما أنها لا تعتبر زواجا. لم يشرع القانون التبني وفرض إجراء الاتحادات المدنية من خلال كاتب العدل للقانون المدني. في 31 أكتوبر 2013، وافق كونغرس خاليسكو على القانون في تصويت 20 صوتا لصالحه مقابل 15 صوتا ضد، وامتناع واحد عن التصويت وغياب 3 (20-15-1-3). دخل القانون حيز التنفيذ في 1 يناير 2014. في 13 سبتمبر 2018، ألغت محكمة العدل العليا في الأمة القانون لأسباب إجرائية.
وقعت أول حالة زواج المثليين في الولاية عبر أمر قضائي في ديسمبر 2013. في يناير 2016، أعلنت المحكمة العليا المكسيكية بالإجماع أن القانون المدني غير دستوري لكونه يحد الزواج إلى الأزواج المغايرين. قام دليل السجل المدني لولاية خاليسكو بتغيير جميع تراخيص الزواج لتصبح محايدة جنسانياً في 22 مارس 2016، بحيث يمكن للأزواج المثليين أن يبدأوا بالفعل في استلامها.
في 21 أبريل 2016، طُبع حكم المحكمة العليا في اليومية الرسمية للاتحاد المكسيكي.
في 12 مايو 2016، امتثل كونغرس خاليسكو لحكم المحكمة العليا المكسيكية وأمر جميع بلديات الولاية بإصدار تراخيص زواج المثليين. في يونيو 2017، تم تقديم مشروع قانون بإزالة تعريف الزواج المغاير وإدخال تعريف محايد جنسيا إلى الكونغرس.

### مكسيكو
في عام 2008، تم إطلاق مبادرة تقنين الاتحادات المدنية في ولاية مكسيكو، ولكنها لم تتقدم مطلقًا. في عام 2010، تم تقديم مبادرة المواطنين لتشريع زواج المثليين أمام الكونغرس. بعد 3 سنوات، لم تتم مراجعته، وفي منتصف عام 2013، قدم نائب رئيس الحزب الثوري الديموقراطي أوكتافيو مارتينيز مشروع قانون زواج المثليين. في يناير 2014، قال مارتينيز إن الحزب الثوري الديموقراطي سيواصل الضغط من أجل زواج المثليين وأصر على أن يناقشه الكونغرس.
في كانون الثاني/يناير 2015، دعا إسرافيل فيلوس ريل، رئيس «جمعية المجموعات المدنية الضعيفة»، الجمعية التشريعية بالولاية للعمل على اقتراح زواج المثليين. ونتيجة لذلك، قدم حاكم الولاية مشروع قانون زواج جديد، في حين قدم حزب الثورة الديموقراطية اقتراحًا لتشريع تبني المثليين للأطفال في 5 مارس 2015. وكان من المقرر عقد جلسة في الكونغرس لإمكانية الموافقة على مشروع قانون زواج المثليين في 31 مايو. 2016. ومع ذلك، طلب حزبان سياسيان، حزب العمل الوطني والتحالف الجديد، مزيدًا من الوقت لدراسة الاقتراح. أعلن خوسيه مانزور كيروغا، الأمين العام لحكومة الولاية، أنه قد يتم التصويت على مشروع القانون خلال الدورة الاستثنائية القادمة للكونجرس، على الرغم من عدم إجراء تصويت بعد.
أسفرت انتخابات يوليو 2018 عن فوز حركة التجديد الوطني، وهو حزب مؤيد لزواج المثليين، بأغلبية المقاعد التشريعية في ولاية مكسيكو.

#### الأوامر القضائية
- في 15 فبراير 2013، قدم أربعة من الأزواج المثليين وثائق للزواج في السجل المدني في تولوكا، وبعد رفضهم، تقدموا بطلب للحصول على أمر قضائي.[201] في 24 يونيو 2013، أصدر قاضٍ اتحادي قرارًا قضائيًا ينص على أن القانون المدني للولاية الذي يحظر زواجهم كان تمييزًا، لكن الولاية قدمت استئنافًا. أعلنت محكمة الاستئناف المعنية بالمسائل الإدارية للدائرة الثانية في الولاية، أنها غير قادرة على حل القضية في يناير 2014، حيث تم رفعها إلى المحكمة العليا.[202] تم تحديد موعد النطق في القضية في 6 نوفمبر 2014، ومع ذلك، أرجأ القاضي القرار لمدة عشرة أيام إضافية.[203] في 25 فبراير 2015، منحت المحكمة العليا هذا الأمر، وأعلنت أن القانون المدني للولاية غير دستوري وتمييزي، ويتعارض مع المعاهدات الدولية التي وقعتها المكسيك.[204] أصبحت الزوجتان المثليتان أول زوجين مثليين يتزوجان في الولاية في 18 أبريل 2015.[205]
- مُنح أمرات قضائيات آخران في تولوكا في أواخر أكتوبر 2017.[206] تزوج أحد الزوجين في ديسمبر 2017، مما جعلهما أول زوجين من الذكور يتزوجان في الولاية.[207]
- بحلول ديسمبر 2017 ، كان قد تم منح 6 من الأزواج المثليين أوامر قضائية للزواج.[207]

### ميتشواكان
في 27 آب/أغسطس 2015، أعلنت لجنة العدالة وحقوق الإنسان أنها ستسن قانونًا للاتحادات المدنيًة للأزواج المثليين. تمت الموافقة عليه بالإجماع في تصويت 34 صوتا لصالحه مقابل عدم تصويت أي أحد ضده (34-0) من قبل كونغرس ميتشواكان في 7 سبتمبر 2015. تم نشر القانون في 30 سبتمبر 2015 في الجريدة الرسمية للولاية.
في 9 فبراير 2016، أقرت لجنة العدل وحقوق الإنسان التابعة للهيئة التشريعية الجديدة قانون الأسرة الذي يسمح بزواج المثليين والتبني المشترك للأطفال. قيل إن كونغرس ميتشواكان الكامل سيصوت على الاقتراح في الأيام المقبلة. ومع ذلك، تم تأجيل التصويت حتى وقت ما في مايو 2016. في 18 مايو 2016، وافق كونغرس الولاية في نهاية المطاف على الاقتراح بتصويت بأغلبية 27 صوتًا لصالحه، مقابل عدم تصويت أي أحد، وامتناع 8 عن التصويت (27-0-8). تم نشر القانون في الجريدة الرسمية للولاية في 22 يونيو 2016 ودخل حيز التنفيذ في 23 يونيو. يسمح القانون للأزواج المثليين بتبني الأطفال بشكل مشترك.

### موريلوس
في 18 مايو 2016، صوت كونغرس موريلوس في تصويت 20 صوتا لصالح مقابل 6 أصوات ضد (20-6) للموافقة على تغيير دستوري لتشريع زواج المثليين. يتطلب التغيير الدستوري موافقة ما لا يقل عن 17 من 33 بلدية في الولاية. كان أمام 33 بلدية حتى 25 يونيو 2016 للعمل على التغيير الدستوري. في نهاية العملية، صادقت 17 بلدية على التغيير الدستوري، وصوتت 15 بلدية ضده، في حين مُنحت بلدية واحدة أسبوعًا إضافيًا، على الرغم من أن الغالبية الواضحة كانت تؤيده ماعنى أن زواج المثليين سيصبح قانونيا في الولاية. صدر القانون ونشر في الجريدة الرسمية للولاية في 4 يوليو 2016. ودخل حيز التنفيذ في 5 يوليو. أوضحت وكالة التبني الحكومية أن القانون يسمح للأزواج النثليين بالتبني المشترك لأن العملية مفتوحة لجميع الأزواج في موريلوس.

### ناياريت
في 25 يونيو 2015، قدّم نائب رئيس حزب الثورة الديمقراطي لويس مانويل هيرنانديز إسكوبيدو مشروع قانون يسمح للأزواج المثليين بالزواج ويجعل تعريف المساكنة دون زواج محايدًا جنسيا. في 17 ديسمبر 2015، وافق كونغرس الولاية على مشروع القانون، بتصويت 26 صوتا لصالحه مقابل تصويت عضو واحد ضده، و امتناع عضو واحد عن التصويت (26-1-1). تم نشر مشروع القانون في المجلة الرسمية، بعد توقيع الحاكم عليه، في 22 ديسمبر 2015، ودخل حيز التنفيذ في اليوم التالي.

### نويفو ليون
في 17 يونيو 2015، أعلن حزب التحالف الجديد عن نيته تقديم مشروع قانون زواج المثليين. أعلن أحد عضو الكونغرس المستقلين عن نيته تقديم اقتراح الاتحاد المدني الخاص به بدعم من حزب العمل الوطني الحاكم. في 22 يونيو 2015، قدمت عضوة التحالف الجديد ورئيسة الكونغرس ماريا دولوريس ليل كانتو مشروع قانون زواج المثليين. في 16 مايو 2016، أعلن رئيس اللجنة التشريعية في كونغرس الولاية أنه سيتم التصويت على مشروع القانون في وقت ما في سبتمبر، ولكن هذا لم يحدث.
تم رفع دعوى عدم دستورية على الحظر المفروض على زواج المثليين في الولاية في فبراير 2018. في 19 فبراير 2019، أعلنت المحكمة العليا أن المادتين 140 و 148 من القانون المدني للولاية غير دستوريتين، ما شرع زواج المثليين بالكامل في نويفو ليون.

### واهاكا
في 26 أغسطس 2012، أمر قاضي محكمة اتحادية مكسيكية ولاية واهاكا بعقد زواج المثليين بناءً على تعديل دستوري يحظر التمييز على أساس التوجه الجنسي. تمت مراجعة هذا القرار من قبل المحكمة العليا المكسيكية وأصدرت المحكمة قرارًا بالإجماع ضد حظر زواج المثليين، على الرغم من أن الولاية لم تسن بعد تشريعًا يسمح للأزواج المثليين بالزواج.
في يوليو 2017، نجح زوجان مثليان في الزواج دون الحصول أولاً على أمر قضائي من المحكمة. وفقًا للتقارير الصادرة في أواخر أغسطس 2018، يسمح السجل المدني لمدينة واهاكا للأزواج المثليين بالزواج دون الحاجة إلى أمر قضائي. ومع ذلك، تستغرق العملية ثلاثة أيام عمل، مقارنة بساعتين للأزواج المغايرين. في أواخر يناير 2019، أعلنت سالينا كروز، ثالث أكبر مدينة في الولاية، أنها ستقوم بزواج المثليين بدون أوامر قضائية.

### بويبلا
في 7 ديسمبر 2006، تم اقتراح مشروع قانون اتحاد مدني مماثل لمشروع قانون مدينة مكسيكو في بويبلا، لكنه واجه معارضة وانتقادات شديدة من نواب الحزب الثوري المؤسساتي وحزب العمل الوطني، الذين أعلنوا ذلك «في الأسرة التقليدية هي النموذج الاجتماعي الوحيد، ولا يمكن أن تكون هناك شيء آخر» على الرغم من تقديم المقترحات في عام 2011 وتم تقديمها مرارًا وتكرارًا في السنوات المتعاقبة، إلا أنه لم تتم الموافقة على أي تغيير في القانون من قبل المجالس التشريعية المتعاقبة.
في 27 أبريل 2016، تم رفع دعوى عدم دستورية أمام المحكمة العليا المكسيكية. في 1 أغسطس 2017، أعلنت المحكمة العليا للعدل في الأمة بالإجماع أن زواج المثليين قانوني في بويبلا، حيث ألغى القانون المدني الذي حدد الزواج من رجل وامرأة لغرض الإنجاب، قضى على الحاجة للأمر القضائي الفردي. بعد فترة وجيزة من الحكم، أكد مسؤولو بويبلا أن الأزواج المثليين مسموح لهم بالتبني.

### كيريتارو
في 10 سبتمبر 2014، تم الإعلان عن أن الهيئة التشريعية ستنظر في مشروع قانون الاتحاد المدني، لأن الأمرين القضائيين السابقين اللذين تم الحصول عليهما لم يكونا كافيين لمطالبة الكونغرس بتقييم زواج المثليين. في 28 نوفمبر 2014، أعلن لويس برناردو نافا غيريرو، رئيس اللجنة المشتركة للكونغرس، أنه سيتم تأجيل التشريع إلى عام 2015. في 4 فبراير 2016، وافقت الهيئة التشريعية للشباب 2016 على اقتراح، في تصويت 38 صوتا لصالح مقابل 8 أصوات ضد (38- 8)، معربة عن تأييدها لزواج المثليين. في 13 يونيو 2016، أعلن إريك سالاس غونزاليز، رئيس كونغرس كيريتارو، أن الكونغرس سينتظر حتى يتم تشريع زواج المثليين على المستوى الفيدرالي قبل تغيير القانون المدني للولاية.
في 21 يوليو 2015، أعلن المسجل المدني في بلدية مدينة كيريتارو، التي تضم حوالي 45% من سكان الولاية، أنه يمكن للأزواج المثليين الزواج في البلدية دون الحاجة إلى أمر قضائي. في 1 يناير 2017، 7 بلديات أخرى في الولاية تسمح الأزواج المثليين بالزواج في البلدية دون الحاجة إلى أمر قضائي مسبقا: أمايلكو دي بونفيل، كاديريتا دي مونتيس، ايزيكيل مونتيس ، هويميليبان، بيدرو اسكوبيدو، سان خواكين و توليمات، ما يشمل حوالي 60% من سكان الولاية.
تتطلب البلديات المتبقية من الأزواج المثليين الحصول على أمر قضائي قبل الزواج.
في أبريل 2017، أكد رئيس وكالة التبني في كيريتارو أنه يسمح للأزواج المثليين بالتبني بشكل قانوني في الولاية.

#### الأوامر القضائية
- في 28 فبراير 2014، تقدم زوجان مثليان بطلب قضائي ضد السجل المدني في كيريتارو.[256] في يناير 2015، تزوج أحد الأزواج، بعد أن حصلا على أمر قضائي.[257][258]
- في أغسطس 2014، تم منح أمر قضائي لصالح زوجتين مثليتين، مما يجعلهما أول زوجتين يسمح لهما الزواج في الولاية.[259]
- في 25 أغسطس 2014، تمت الموافقة على الأمر القضائي الثاني.[260] نظرًا لأن المسؤولين لم يعترضوا على الحكم خلال فترة العشرة أيام المطلوبة بموجب القانون، كان من المقرر عقد الزواج في أكتوبر 2014.[261] أقيم الحفل، في نفس السجل الذي حرمهم سابقًا من الإذن، في 4 أكتوبر 2014.[262]
- تم طلب الأمر القضائي الثالث في الولاية في الأسبوع الأول من أكتوبر 2014.[263]
- تم الاحتفال بزواج المثليين الثالث في كيريتارو بين زوجين من الذكور في 28 يناير 2015، وحدث زواج المثليين الرابع في 31 يناير 2015.[264]
- في 23 نيسان/أبريل 2015 ، نجحت الدعوى القضائية التي رفعت في آب/أغسطس 2014 والتي شملت 55 من الأزواج المثليين بعد إعلان المادتين 137 و 273 من القانون المدني للولاية غير دستوري.
- تم تحديد أمر قضائي جماعي آخر في مايو 2015.[265]
- بحلول أكتوبر 2017، تم منح 13 أمر قضائي في كيريتارو.[266]

### كينتانا رو
يمكن إجراء زواج المثليين في كوينتانا رو بعد قرار من وزير الداخلية في الولاية. في نوفمبر 2011، بدأ بعض المسؤولين الحكوميين في الولاية أداء زواج المثليين بعد مراجعة القانون المدني للولاية. لا ينص القانون المدني في كينتانا رو على متطلبات الجنس أو الجندر بالنسبة للزواج، بل يحدد فقط «الأشخاص المهتمين بالزواج». تقدم زوجان مثليان للحصول على رخصة زواج في كانكون و تشيتومال بعد اكتشاف هذا الخلل القانوني، ولكن كلتا المدينتين رفضت طلباتهم، بحجة أن الزواج بين رجل امرأة كانت ضمنية. ثم تقدم الزوجان إلى بلدية لازارو كارديناس، حيث قبلت السلطات التطبيق. تم عقد أول حالتي زواج المثليين من كوينتانا رو في مجتمع كانتونيلكين في 28 نوفمبر 2011. في مايو 2012، أصدر وزير الداخلية قرارًا يسمح بزواج المثليين في المستقبل في كينتانا رو.
في نوفمبر 2014، تم الإعلان عن مشروع قانون لتشريع زواج المثليين في الولاية وكان سيتم تقديمه والتصويت عليه في الدورة التشريعية الحالية، وبالتالي استبدال الثغرة التي يستخدمها الأزواج. في مايو 2017، تم تقديم مشروع قانون زواج المثليين جديد إلى كونغرس الولاية.

### سان لويس بوتوسي
في 28 أبريل 2014، تم تقديم مبادرة المواطنين لتشريع زواج المثليين إلى كونغرس سان لويس بوتوسي. في 8 أغسطس 2014، قال نائب رئيس لجنة حقوق الإنسان والعدالة بين الجنسين، ميغيل مازا هيرنانديز، إن تحليل الاقتراح سيبدأ. في 17 يونيو 2015، أعلن هيرنانديز التزام الولاية بتمديد الزواج إلى الأزواج المثليين، وذكر أن المداولات ستحدث بعد صدور قرار المحكمة العليا الصادر في يونيو 2015 والذي يعلن عدم دستورية جميع القوانين التي تحظر زواج المثليين في الجريدة القضائية. وأضاف هرنانديز أنه على الرغم من عدم وجود قوانين تمنع الأزواج المثليين من التبني، يفضل الكونغرس تعديل قانون الأسرة لتدوين حقوق التبني المتساوية مع إضافة قانون زواج جديد. في 6 يونيو 2016، تم الإعلان عن قيام لجنة خاصة بدراسة مشروع قانون الزواج والتصويت عليه في غضون 90 يومًا. في نوفمبر 2016، صوّت كونغرس الولاية ضد مشروع القانون الذي يجيز زواج المثليين. أعلن أحد نواب حزب الثورة الديمقراطية، الذي صوّت خطأً ضد مشروع القانون، أنه سيقدم اقتراح زواج المثليين جديد في عام 2017. تم تقديم مشروع القانون الجديد في أكتوبر 2017.
أسفرت انتخابات يوليو 2018 عن فوز حركة التجديد الوطني، وهو حزب مؤيد لزواج المثليين، بأغلبية المقاعد التشريعية في سان لويس بوتوسي.

#### أوامر قضائية
- في يوليو 2013، تقدم زوجان مثليان بطلب أمر قضائي للحصول على حق الزواج. في 30 مايو 2014، وجدت المحكمة المحلية الأولى أن المادة 15 من قانون الأسرة في سان لويس بوتوسي كانت تمييزية، وفي 3 يونيو 2014 منحت الزوجين أمرًا للزواج في الولاية.[277][278]
- في 26 مارس 2014،[279] ذهب زوجان مثليان من الذكور إلى المسجل في مدينة سان لويس بوتوسي، ورُفضت رخصة الزواج، وطلبا الحصول على أمر قضائي، والذي وافقت عليه محكمة المقاطعة السادسة في 4 أغسطس 2014.[280] في 7 أغسطس 2014، قدم السجل المدني أمرًا مضادًا لتجنب تسجيل الزواج.[281] في أكتوبر/تشرين الأول 2014، رفضت محكمة الاستئناف الثانية التابعة للدائرة التاسعة استئنافها، وأُمر السجل بإجراء الزواج.[282]
- في تشرين الثاني/نوفمبر 2014، أعلنت «لجنة حقوق الإنسان في سان لويس بوتوسي» (بالإسبانية:  Comisión Estatal de Derechos Humanos de San Luis Potosí)‏، وهي هيئة مراجعة حقوق الإنسان، أنها تعكف على مراجعة شكويين من الأطراف التي تلقت أوامر قضائية بالزواج، لكن السجل المدني رفضها.[283]
- في أوائل سبتمبر 2014، تقدمت زوجتان من المثليات بطلب للحصول على أول رخصة زواج المثليين في سيوداد فاليس.[284]
- تم منح أمر قضائي يضم 20 زوجًا في يونيو 2016.[285]
- في نوفمبر/تشرين الثاني 2016، أعلنت محكمة استئناف اتحادية مؤلفة من 3 قضاة أن المادة 15 من قانون الأسرة في سان لويس بوتوسي غير دستورية لتعريفها الزواج بأنه فقط بين رجل واحد وامرأة واحدة.[286]
- بحلول يناير 2017، تم منح 20 أمر قضائيا للأزواج المثليين في جميع أنحاء الولاية.[287]
- في أبريل 2017، منحت محكمة أمرا قضائيا أخر.[288]
- تم منح أمر قضائي أخر من قبل المحكمة الجزئية الأولى في أواخر ديسمبر 2017.[289]

### سينالوا
في يناير 2013، تم تغيير قانون الأسرة في ولاية سينالوا لتقييد الزواج أو المساكنة دون زواج على الأزواج الذين يتألفون من رجل وامرأة. تم رفع ثلاث أوامر قضائية للطعن في التغييرات، لكن تم رفض اثنتين. في 2 سبتمبر 2014، أطلقت النائبة ساندرا لارا مبادرة لتعديل المادتين 40 و 165 من قانون الأسرة والسماح بزواج المثليين في الولاية. في 7 أكتوبر 2014، تمت القراءة الأولى للاقتراح. في 5 نوفمبر 2014 ، قدم حزب اللقاء الاجتماعي مبادرة في كونغرس سينالوا لمنع الأزواج المثليين من تبني الأطفال. في فبراير 2015، قدم حزب العمل الوطني المحافظ مشروع قانون الاتحاد المدني الذي كان سيمنع الأطفال من الشركاء المثليين من الإقامة مع والديهم المثليين.
في 14 أبريل 2016، صرح عضو بارز في كونغرس سينالوا أن الهيئة التشريعية ستعدل قانون الأسرة لتشريع زواج المثليين، لكنها لم تقدم أي إشارة إلى موعد حدوث ذلك. في 24 مايو 2016 ، أعلن رئيس مجلس التنسيق السياسي في كونغرس ولاية سينالوا أن مشروع القانون الذي يسمح بزواج المثليين سيتم التصويت عليه في الأيام المقبلة، ومع ذلك، لم يتم التصويت بعد. في يوليو 2017، أعلن كل من حزب العمل الوطني وحزب التحالف الجديد في سينالوا دعمهما لزواج المثليين. وفقًا لاستطلاع الرأي الذي أجري في سبتمبر 2017، أيد 57% من سكان ولاية سينالوا زواج المثليين. أسفرت انتخابات يوليو 2018 عن فوز حركة التجديد الوطني، وهو حزب مؤيد لزواج المثليين، بأغلبية المقاعد التشريعية في سينالوا.
في 25 نوفمبر 2016، أصدرت المحكمة العليا المكسيكية قرارها الخامس ضد حظر زواج المثليين في سينالوا. أعلنت المحكمة أن حظر زواج المثليين في الولاية غير دستوري، ولاغٍ وغير قابل للتطبيق. وفقا لنشطاء المثليين المحليين، تؤخر سلطات الولاية عمدا تقنين زواج المثليين. في 15 مايو 2018 ، بعد حوالي 17 شهرًا من التأخير، أمرت المحكمة العليا الولاية تشريع زواج المثليين أو مواجهة عواقب غير محددة. أمرت المحكمة الهيئة التشريعية في الولاية بتعديل المادة 44 من القانون المدني لتشريع زواج المثليين في غضون 90 يومًا. ومع ذلك، فقد انقضى هذا الموعد أيضًا دون تقنين الولاية لزواج المثليين.

#### الأوامر القضائية
- في 12 يوليو 2013، أصدر قاضي المقاطعة السابعة تيدي أبراهام توريس لوبيز، من لوس موتشيس، أمرًا قضائيًا، وقضى بضرورة أن تمتثل الهيئة التشريعية للولاية لالتزاماتها المتعلقة بالمساواة وعدم التمييز.[303] رفعت القضية إلى المحكمة العليا، التي حكمت في 15 أبريل 2015 بعدم دستورية قانون الأسرة في الولاية بسبب التمييز.[304][305]
- في 24 سبتمبر 2014،[306] منحت المحكمة العليا 3 أوامر قضائية طُلبت في كولياكان وأعلنت عدم دستورية المادتين 40 و 165 من القانون المدني.[307]
- في منتصف أكتوبر 2014، تقدم 70 شخصًا من مازاتلان بأمر قضائي في المحكمة المحلية التاسعة.[308]
- في 23 تشرين الثاني/نوفمبر 2014، أُعلن أنه لأول مرة، مددت المحكمة العليا المساكنة دون زواج للمثليين رداً على أمر قضائي طلب من زوجتين مثليتين.[309]
- في مارس/آذار 2016، أعلنت الغرفة الأولى للمحكمة العليا المكسيكية عدم دستورية المادتين 40 و 165 من قانون الأسرة عندما حكمت ضد الولاية في طعن تقدم بهما الكونغرس ضد أحكام سابقة لصالح عدة أزواج مثليين. حذرت المحكمة العليا الدولة من أنها إذا لم تعدل القانون، فستتخذ المحكمة تدابير مماثلة لتدابير خاليسكو إذا وافقت على عدد كاف من الأوامر لإنشاء قانون.[310]
- تم منح أمر قضائي لزوجين مثليين من مدينة إل فويرتي في يناير 2017.[311]

### سونورا
لا يمكن للأزواج المثليين الزواج إلا عبر أمر قضائي حتى 11 مايو 2016، عندما أعلنت مديرة السجل المدني للدولة، مارثا جوليسا بوريكيز كاستيلو، أن الأزواج المثليين يمكن أن يبدأوا في الزواج في الولاية دون بحاجة إلى أمر قضائي. ومع ذلك، في 18 مايو 2016، أمر الحاكم جميع السجلات المدنية في الولاية بالاحتفاظ بالحظر القانوني الحالي المفروض على زواج المثليين وتزويد الأزواج المثليين فقط بشهادات زواج إذا حصلوا على أمر قضايي بنجاح.
في سبتمبر 2017، وافقت جميع الأحزاب السياسية في الولاية على البدء في تحليل مشروع قانون زواج المثليين المقترح. وقال الراعي الرئيسي لمشروع القانون إنه يأمل أن يتم قبوله. أسفرت انتخابات يوليو 2018 عن فوز حركة التجديد الوطني، وهو حزب مؤيد لزواج المثليين، بأغلبية المقاعد التشريعية في سونورا.

### تاباسكو
بعد أن صادقت الجمعية التشريعية لمدينة مكسيكو على زواج المثليين وتبني المثليين للأطفال في ديسمبر 2009، تجدد النقاش في الولايات التي سبق أن اقترحت فيها الاتحادات المدنية. في عام 2009، في ولاية تاباسكو، أرسل 20 من الأزواج من نفس الجنس اقتراحًا إلى الهيئة التشريعية للولاية، وطلبوا منها السماح لهم بالزواج. أعلن أكبر الأحزاب السياسية في الولاية، الحزب الثوري المؤسساتي وحزب الثورة الديمقراطي، عن دعمهما لزواج المثليين في عام 2010. على الرغم من دعم الأحزاب السياسية، لم تكن هناك إرادة تشريعية لتغيير القانون، لذلك في أبريل 2014، قدمت منظمة «تاباسكو الموحدة من أجل التنوع والصحة الجنسية» (بالإسبانية: Spanish:Tabasqueños Unidos por la Diversidad y la Salud Sexual)‏ مبادرة لإصلاح المادة 154 من القانون المدني لولاية تاباسكو وتشريع زواج المثليين. قدم حزب الثورة الديمقراطي مشروع قانون زواج المثليين وتبني المثليين للأطفال في 3 يوليو 2015. في 18 مايو 2016، أعلن عضو في مجلس الولاية عن وجود إجماع في الكونغرس للموافقة على مشروع القانون المقدم من قبل حزب الثورة الديمقراطية، لكن لم يتم إقرار أي مشروع قانون بعد.
أسفرت انتخابات يوليو 2018 عن فوز حركة التجديد الوطني، وهو حزب مؤيد لزواج المثليين، بأغلبية المقاعد التشريعية وبمنصب الحاكم.

#### الأوامر القضائية
- في 18 فبراير 2015، أعلنت إحدى الصحف المحلية أن أول زواج مثلي قد وقع في 13 فبراير بعد استئناف قانوني أمام المحكمة العليا.[320]
- بحلول مايو 2017، تزوج عشرة من الأزواج المثليين في تاباسكو.[321]

### تاماوليباس
في عام 2011، قامت المنظمات المحلية في تاماوليباس بإعطاء مشروع قانون لتوفير «التعايش» للشركاء المثليين. في عام 2012، قدم المنظمون للمشرعين 25,000 توقيع لصالح زواج المثليين. وفي عام 2013، وافق حزب الثورة الديموقراطية على عرض القضية على الهيئة التشريعية ودعم الاقتراح. في يونيو 2015، أكدت النائبة أولغا سوسا رويز أن كونغرس تاماوليباس كان يعمل على مشروع قانون لتشريع زواج المثليين. وذكرت أن الإصلاح معقد لأنه يحاول إزالة جميع المصطلحات التمييزية ويعمل مع لجنة المساواة بين الجنسين. توقعت أن يتم تمرير القانون خلال الجلسة التشريعية القادمة، على الرغم من عدم تمرير أي مشروع قانون من حينها.
في سبتمبر 2018، بدأت المحكمة العليا إجراءات ضد حظر زواج المثليين من تاماوليباس. في 16 نوفمبر 2018، أصدرت المحكمة قرارها الخامس ضد تاماوليباس، حيث أعلنت أن حظر الولاية لزواج المثليين غير دستوري وأمر الولاية بتعديله في غضون 180 يوم عمل.

#### الأوامر القضائية
- في 26 يونيو 2014، قدم 57 شخصًا أمرا قضائيا جماعيًا يطعن في دستورية القانون المدني في تاماوليباس.[328][329] تم منحهم الحق في الزواج في 1 أكتوبر 2014 من قبل قضاة اتحاديين في كل من محكمة المقاطعة الثالثة ومقرها نويفو لاريدو والمحكمة المحلية التاسعة ومقرها تامبيكو. قدمت الولاية استئنافا. كانت هذه هي المرة الأولى التي يتم فيها طلب أمر قضائي للأفراد بدلاً من الأزواج فقط. إذا رغب أحد الطرفين في الزواج، فسيتم شمل أززاجهم أيضا.[330] في 22 فبراير 2017، قضت المحكمة العليا المكسيكية بأن تعريف الزواج في القانون المدني في تاماوليباس غير دستوري، وبالتالي منح الأمر القضائي.[331]
- طلب 68 شخصًا آخر أمرًا قضائيا جماعيًا آخر من تامبيكو وتمت الموافقة على الأمر القضائي في 26 مارس 2015.[332]
- في 23 مايو 2016، تم منح أمر قضائي أخرى لامرأتين نجحتا في الطعن في رفض السجل المدني السماح لهما بالزواج القانوني.[333]
- في نوفمبر 2016 ، منح قاض اتحادي أمرا قضائيا آخر لزوجين مثليين. كما أعلن القاضي أن المادة 43 من القانون التنظيمي للسجل المدني، وكذلك المادة 124 من القانون المدني لدولة تاماوليباس، غير دستوريين، موضحًا أنه من الضروري تغيير شروط هذين الحكمين للسماح بزواج المثليين القانوني.[334]
- في يناير 2017، أمر قاضٍ اتحادي نواب كونغرس الولاية بتشريع زواج المثليين أو تغريمهم لمدة 100 يوم.[335]
- تم إجراء أول زواج المثليين في ألتاميرا في ديسمبر 2017.[336]
- وقع أول زواج من نفس الجنس في سيوداد ماديرو في فبراير 2018.[337]
- بحلول نوفمبر 2018، تزوج 19 من الأزواج المثليين في تاماوليباس.[327]

### تلاكسكالا
في 29 ديسمبر 2016، وافق كونغرس تلاكسكالا على مشروع قانون التعايش. أنشأ مشروع القانون مؤسسة تدعى "مؤيسة التعايش المشترك الانفرادي (بالإسبانية: sociedad de convivencia solidaria)‏، والتي تنص على تعايشالشركاء المثليين والشركاء المغايرين مع العديد من نفس الحقوق والواجبات المترتبة على الزواج. تم نشره في المجلة الرسمية، بعد توقيع الحاكم عليه، في 11 يناير 2017 ودخل حيز التنفيذ في اليوم التالي.
في 13 أكتوبر 2017، قدم حزب التحالف الجديد مشروع زواج المثليين إلى كونغرس الولاية. أسفرت انتخابات يوليو 2018 عن فوز حركة التجديد الوطني، وهو حزب مؤيد لزواج المثليين، بأغلبية المقاعد التشريعية.

### فيراكروز
في مارس 2014، قدم النائب كواوهتيموك بولا مبادرة لإدخال قانون الشراكة لفيراكروز، ولكن لم يحدث أي إجراء تشريعي. في يوليو/تموز 2014، اعتبر قاض اتحادي أن قانون الزواج الحالي في فيراكروز تمييزي. بسبب عدم اتخاذ إجراء بشأن مشروع قانون الاتحاد المدني، قدم كواوهتيموك بولا إلى الكونغرس في 31 يوليو 2014 مبادرة لتعديل المادة 75 من القانون المدني وتشريع زواج المثليين. في سبتمبر 2014، أكد بولا أن مشروع القانون لا يزال في انتظار المراجعة من قبل اللجان. في أبريل 2015، بسبب خيبة الأمل من مشروع القانون المعطل، أعلن رئيس لجنة حقوق الإنسان في فيراكروز عن عزمه تسليم الكونغرس مشروع قانون جديد لتشريع زواج المثليين.
في يوليو 2016، قدمت النائبة مونيكا روبليس باراخاس عن حزب الخضر المكسيكي مبادرة أخرى لتشريع زواج المثليين. شهدت معظم هذه المقترحات تقدمًا تشريعيًا ضئيلًا جدًا، بسبب معارضة حزب العمل الوطني.
في 20 فبراير 2017 ، أصدر الحاكم ميغيل أنخيل يونس أمرًا تنفيذيًا يقضي بتشريع زواج المثليين في الولاية. بعد أربعة أيام، وبعد احتجاجات من الجماعات الكاثوليكية، ألغى الحاكم يونس الأمر. بعد إلغاء الأمر، أعلن نشطاء المثليين أنهم رفعوا دعوى لتشريع زواج المثليين في الولاية. في 20 يوليو 2017، تم رفع القضية المرفوعة ضد الحاكم وحظر زواج المثليين في الولاية أمام المحكمة المحلية الرابعة. في 7 نوفمبر 2017، أصدرت المحكمة حكمها في القضية ، معلنة أن حظر الولاية لزواج المثلييت غير دستوري. اقترحت بعض منظمات المثليين أن الحكم يشرع فعليًا زواج المثليين في الولاية، على الرغم من أن مسؤولي الدولة أعلنوا أنهم سيواصلون فرض حظر زواج الولاية.
في سبتمبر 2016، أعلن رئيس وكالة التبني في فيراكروز أنه يمكن للأزواج المثليين تبني الأطفال بشكل مشترك في الولاية. في أبريل 2017 ، أعلن السجل المدني في خالابا دعمه لزواج المثليين.
في يوليو 2018، كواحد من آخر الإجراءات التي اتخذوها قبل مغادرته منصبه، قدم حزب العمل الوطني اقتراحًا إلى الكونغرس لحظر زواج المثليين بشكل صريح في دستور الولاية. فشل الحزب في ذلك، في تصويت 32 صوتا لصالحه، 10 صوتا ضده و غياب اثنين (32-10-2). كانت بحاجة إلى 33 صوتًا لتمريره، وبالتالي فشل في ذلك بسبب صوت واحد. أسفرت انتخابات يوليو 2018 عن فوز حركة التجديد الوطني، حزب الثورة الديمقراطي، وحزب العمال المكسيكي وهي أحزاب داعم لزواج المثليين، بأغلبية المقاعد التشريعية والحاكم.

#### الأوامر القضائية
في فبراير 2014، تقدم زوجان مثليان بطلب للحصول على رخصة زواج في السجل المدني في مدينة فيراكروز. بعد رفضهم، تقدموا بطلب للحصول على أمر قضائي، والذي مُنح في 22 يوليو 2014. على الرغم من الموافقة، رفض المسجل جدولة حفل للزوجين. بعد تقديم الأمر القضائي إلى المسجل في بوكا ديل ريو، تم تحديد موعد حفل الزفاف في 6 ديسمبر 2014. تم إجراء الحفل في السجل المدني، وأُعلن أنه تم التخطيط لحفل زفاف ثان لزوجتين مثليتين.
- في 29 يناير 2015، تم الإعلان عن أن زوجتين مثليتين قد فازتا بأمر قضائي وسوف تتزوجان في الولاية في 4 أبريل 2015.[359] كما تم الإعلان عن وجود 8 أوامر قضائية أخرى في الانتظار.[360]
- في 18 يونيو 2015، أبلغ المسجل المدني في بلدية فيراكروز أن 4 من الأزواج المثليين طلبوا الزواج ولم يُمنع بسبب الحظر المفروض على زواج المثليين. ونصح الأزواج بتقديم أمر قضائي.[361] في 16 مايو 2016، أعلنت مجموعة للمثليين محلية، «مجتمع جاروكوس»، (بالإسبانية: "Comunidad Jarochos")‏، أن الأزواج ال4 المثليين قد قدموا أمرا قضائيا.[362]
- في 26 أيار/مايو 2016، مُنحت أوامر قضائية ل3 من الأزواج المثليين (اثنان من الزوجات المثليات وزوج من المثليين)، مما رفع عدد الأوامر القضائية الممنوحة في الولاية إلى 7.[363]
- تم إجراء 18 حالة زواج المثليين في فيراكروز بحلول أغسطس 2017.[364]

### يوكاتان
في ولاية يوكاتان، وافق الكونغرس المحلي بأغلبية ساحقة في 21 يوليو 2009 على حظر دستوري على زواج المثليين في تصويت 24 صوتا لصالح مقابل صوتا واحد ضد (24-1). وأثار القانون مستوى الزواج المغايرين و الأسر إلى المستوى الدستوري. تم الترويج لمشروع القانون من قبل منظمة «برو يوكاتان نيتوورك» (بالإسبانية: Pro Yucatán Network)‏ اليمينية لرفض جميع الجهود التي يبذلها الأشخاص المثليون لتشكيل أسرة وتبني الأطفال. برر سياسيو حزب العمل الوطني الحظر بالزعم أنه «لا تزال هناك ظروف غير كافية داخل مجتمع يوكاتان للسماح بالاتحادات المثلية». أدى ذلك إلى احتجاجات خارج الكونغرس المحلي من قبل منظمات المثليين، والتي كان من المتوقع أن يستأنف قادتها القضية أمام المحكمة العليا.
| الحزب السياسي                    | عدد النواب | نعم | لا | لم يصوت | غائب |
| -------------------------------- | ---------- | --- | -- | ------- | ---- |
| الحزب الثوري المؤسساتي           | 14         | 14  |    |         |      |
| حزب العمل الوطني                 | 9          | 9   |    |         |      |
| حزب الثورة الديمقراطي            | 1          |     | 1  |         |      |
| حزب العمال المكسيكي / حزب التقاء | 1          | 1   |    |         |      |
| العدد الإجمالي                   | 25         | 24  | 1  |         |      |

في 17 مايو 2014، رفعت مجموعة من منظمات المجتمع المدني دعوى قضائية أمام المحكمة الدستورية لولاية يوكاتان تحت ستار «تصحيح الإغفال التشريعي». كانت هذه هي المرة الأولى التي يتم فيها استخدام آلية لتصحيح هذا الإغفال في المكسيك كأساس لدعوى. وزعمت المنظمات أنه تمت الموافقة على 10 أوامر قضائية في الولاية دون إجراء تشريعي. طلبت الدعوى للمادتين 49 و 94 من قانون الأسرة التي تقيد الزواج بين رجل واحد وامرأة واحدة أن «يتم النظر فيها بالمعنى الأوسع وأن جنس أعضائها غير محدد». في 26 فبراير 2015، أعلنت المحكمة أنها ستقرر في 2 مارس ما إذا كان حظر الولاية لزواج المثليين ينتهك الدستور الفيدرالي والاتفاقات الدولية. في 2 مارس 2015، رفضت محكمة يوكاتان استئناف الدعوى الدستورية لتغيير القانون المدني. تعهد مؤيدو تعديل القانون باستئناف القرار. في يونيو 2015، رفعوا دعوى ضد محكمة يوكاتان في المحكمة الفيدرالية. دفعت الدعوى بأن قرار محكمة يوكاتان كان معيبًا لأن الدستور المكسيكي يحظر التمييز على أساس التوجه الجنسي. بعد تأجيل الجلسة خمس مرات، رفضت المحكمة العليا المكسيكية الدعوى في 31 مايو 2017.
في 24 مايو 2016، صرح عضو بارز في كونغرس الولاية أن يوكاتان سينتظر أن يشرع الكونغرس الفيدرالي زواج المثليين قبل اتخاذ الخطوات اللازمة لتشريعه في الولاية. في سبتمبر/أيلول 2017، وافق كونغرس يوكاتان بالإجماع على مشروع قانون اقترحته حزب الثورة الديمقراطية لبدء مناقشة حول قضايا سبق إهمالها ولم يناقشها، بما في ذلك زواج المثليين. في 15 أغسطس 2018، قدم الحاكم رولاندو زاباتا بيلو مشاريع قوانين لتعديل دستور الولاية وقانون الأسرة من أجل تقنين زواج المثليين.
في 10 أبريل 2019، رفض كونغرس الولاية تعديلاً لإلغاء الحظر الدستوري على زواج المثليين، في تصويت 9 أصوات لصالحه مقابل 15 صوتًا ضده (9-15).

#### الأوامر القضائية
- في 26 مارس 2013، طلب زوجان مثليان من السجل المدني في يوكاتان الزواج. رفض السجل المدني العرض قائلا إن دستور الولاية يعرف الزواج بأنه اتحاد رجل وامرأة. واستأنف الزوجان قرار السجل المدني، وفي 1 يوليو/تموز، أقرت محكمة المقاطعة الثالثة أنه يحق لهما الزواج. نظرًا لأن السجل المدني لم يستأنف القرار، فإن الأمر القانوني أصبح ساري المفعول.[377]
- ذهب 4 من الأزواج الذكور واثنتان من الزوجات المثليات إلى مكتب السجل المدني في 14 أغسطس 2013 لطلب الزواج ورُفضوا. تقدموا بطلبات للحصول على أوامر قضائيو فردية وتمت الموافقة على 3 منها في 4 و 15 نوفمبر و 17 ديسمبر 2013 من قبل المحاكم في الدائرة الأولى والرابعة والثالثة، على التوالي. تمت الموافقة على كل من الزوجات المثليات وزوج واحد من الذكور.[378] في 6 يناير 2014، وقعت أول حالة زواج المثليين في يوكاتان.[379] تزوجت الزوجتان المثليتان الثانيتان في 25 يناير 2014.[380][381] في 18 فبراير 2014، تزوج الزوجان الذكور في السجل المدني في ميريدا.[382]
- في يونيو 2015، حصلت زوجتان مثليتان، تزوجا في يوكاتان في عام 2014 عبر أمر قضائي، على أمر قضائي آخر لتسجيل ولادة ابنهما بأسماء والدتيه. حاولتا تسجيل الميلاد قبل ستة أشهر ورُفضتا.[383]
- من يناير 2017 إلى مارس 2017، تزوج 15 من الأزواج المثليين في ولاية يوكاتان، مقارنة بـ16 من الأزواج المثليين الذين تزوجوا في عام 2016.[384]

### زاكاتيكاس
تم تقديم اقتراح بالاتحادات المدنية إلى كونغرس زاكاتيكاس في 30 يونيو 2011. أقر المشرعون في عام 2013 أنه لم يتم تحديد الأولويات. في مارس 2014، رفض المشرعون مرة أخرى الموافقة على الإجراء.
في 18 يونيو 2015، أعلنت عضوة عن حزب الثورة الديمقراطي أنها ستقدم مشروع قانون لإصلاح القوانين المدنية والعائلية في الولاية لمنح الأزواج المثليين نفس الحقوق التي يتمتع بها الأزواج المغايرون. أسفرت انتخابات يوليو 2018 عن فوز حركة التجديد الوطني، وهو حزب مؤيد لزواج المثليين، بأغلبية المقاعد التشريعية في ولاية زاكاتيكاس.
في 14 فبراير 2019، أعلنت مدينة زاكاتيكاس أنها ستبدأ في إصدار تراخيص زواج المثليين. على الرغم من ادعاءات الحاكم بأن حالات الزواج ستكون باطلة، ونداءات من الأسقف سيغيفريدو نورييغا لوقف الزواج، تزوج أول زوجان مثليان في 23 فبراير. اتبعت بلدية كواوتيموك ذلك في 1 مارس، بينما تم تقديم مشروع قانون زواج المثليين جديد إلى كونغرس الولاية في ذلك الوقت تقريبًا.

#### الأوامر القضائية
- تمت الموافقة على أول أمر قضائي قدمه زوجان مثليان في الولاية في مايو 2016.[395]
- في 3 أبريل 2017، حصلت زوجتان مثليتان من فريسنيلو على أمر قضائي سمح لهن بالزواج.[396]
- تم منح أمر قضائي آخر لزوجين من فريسنيلو. تزوجا في أكتوبر 2017، في حفل خاص إلى جانب العائلة والأصدقاء.[397]

## إحصاءات الزواج
في عام 2015، تم الاحتفال بـ 556,018 زواجًا في المكسيك. من بين هؤلاء، كان 1,749 (0.3%) بين الأزواج المثليين بزيادة قدرها 153% عن عام 2010. تم تنفيذ 82 % من حالات زواج المثليين في المكسيك في مدينة مكسيكو.

## الرأي العام
في استطلاع للرأي أجرته باراميتريا، أجري في الفترة من 17 إلى 20 نوفمبر 2006، تم سؤال 1,200 من البالغين المكسيكيين عما إذا كانوا سيؤيدون إجراء تعديل دستوري من شأنه تقنين زواج المثليين في المكسيك. أجاب 17% بنعم، 61% قالوا لا و 14% لم يكن لديهم رأي. وأظهر الاستطلاع ذاته أن 28% يؤيدون الاتحادات المدنية المثلية و 41% يعارضون و 28% لا رأي لهم. من 27 إلى 30 نوفمبر 2009، استطلعت كبرى الصحف المكسيكية «إل يونيفرسال» 1,000 مواطن من مدينة مكسيكو بشأن تقنين زواج المثليين في المدينة. أيده 50% منهم و 38% عارضوه و 12% ليس لديهم فكرة. وأظهر الاستطلاع نفسه أن الدعم كان أقوى بين أصغر السكان (العمر: 18-29) ، 67%، وأضعف بين كبار السن (العمر: 50 وما فوق)، 38. مع 48%، كان السبب الأكثر ذكرًا للمؤيدين هو «حق الاختيار»، يليه «الجميع متساوون» مع 14%. أشار 39٪ من المعارضين إلى أنه «ليس طبيعياً» باعتباره السبب الرئيسي لعدم دعم زواج المثليين، يليه «نفقد القيم» بنسبة 18%.
غييرمو بوستامانتي مانيلا، عضو في حزب العمل الوطني ورئيس «الاتحاد الوطني لآباء العائلة»، (بالإسبانية: Unión Nacional de Padres de Familia)‏ وكذلك الأب غييرمو بوستامانتي أرتانشيز، مدير قانوني لدى وزير الداخلية المكسيكي، يعارض الإجهاض الاتحادات المدنية المثلية الذي أسماهم ب«مكافحة الطبيعية». وقد طلب علنا من الناخبين عدم الإدلاء بأصواتهم لصالح أحزاب «الإجهاض» وأولئك الذين يؤيدون الاعتراف القانوني بالعلاقات المثلية.
خلصت دراسة أجرتها جامعة فاندربيلت في عام 2010 إلى أن 37.8% من المكسيكيين يؤيدون زواج المثليين.
وجد استطلاع للرأي أجري في يوليو 2013 زيادة كبيرة في دعم زواج المثليين، حيث أيد 52% من المكسيكيين تقنين زواج المثليين. عندما التقسيم حسب الدين، كان الدعم 52% بين الروم الكاثوليك و 62% بين غير المتدينين. ومع ذلك، في الاستطلاع نفسه ، أيد 24% فقط من المجيبين تبني المثليين للأطفال.
وفقًا لاستطلاع أجراه مركز بيو للأبحاث، والذي أجري في الفترة ما بين 30 أكتوبر و 12 نوفمبر 2013، أيد 49% من المكسيكيين الزواج المثلي ، وعارضه 43% منهم.
في أوائل عام 2014، نشر مجلس الاتصالات الاستراتيجية، وهي شركة خدمات استشارية إحصائية، تقريرًا بعنوان «التعصب الاجتماعي في المكسيك»، حيث أجريت استطلاعات الرأي التي غطت العديد من القضايا الاجتماعية في 45 مدينة وبلدية كبرى. ووجدت الدراسة أن أقوى دعم لزواج المثلييين قد سجل في مدينة مكسيكو، تيخوانا، مدينة سان لويس بوتوسي، مدينة كوليما ولا باز. في حين أنه كان الأضعف في مدينة دورانغو، سويذاذ فيكتوريا، أواسكاليينتس، مدينة تشيواوا ومونتيري. بالإضافة إلى ذلك، تم قبول تبني المثليين للأطفال على نطاق واسع في مدينة مكسيكو، والمدن الحدودية تيخوانا وسيوداد خواريز، وكذلك خالابا و كانكون؛ وفي الوقت نفسه ، يوجد دعم أقل في تشيهواهوا وغوادالاخارا وأواسكاليينتس ودورانغو ومدينة كامبيتشي.
في أعقاب اقتراح الرئيس إنريكه بينيا نييتو لتشريع زواج المثليين في المكسيك في مايو 2016، تم إجراء استطلاع حول هذه القضية من قبل «غابينتي دي كومينيكاسيون إستراتيجيكا». كان 69% من المستطلعين يؤيدون التغيير. قال 64% إنهم يرون أنها تقدم في الاعتراف بحقوق الإنسان. تغير الرأي العام بشكل جذري على مدار 16 عامًا. في عام 2000، رأى 62% أنه لا ينبغي السماح بزواج المثليين تحت أي ظرف من الظروف. في عام 2016، شعر 25% فقط بذلك. بالإضافة إلى ذلك ، أظهر استطلاع أجرته «بيجيسي-إخسلسوار» في نفس الشهر أن هناك أرقامًا مماثلة: 65% من المكسيكيين عبروا عن تأييدهم لزواج المثليين. ومع ذلك، وجد استطلاع للرأي أجرته باراميترا في نفس الشهر أرقاما متناقضة تماما. وفقا لشركة الاستطلاعات، عارض 59% من المكسيكيين زواج المثليين.
أظهر «أمريكاسباروميتر» لعام 2017 أن 51% من المكسيكيين يؤيدون زواج المثليين.